# Renașterea națională a României

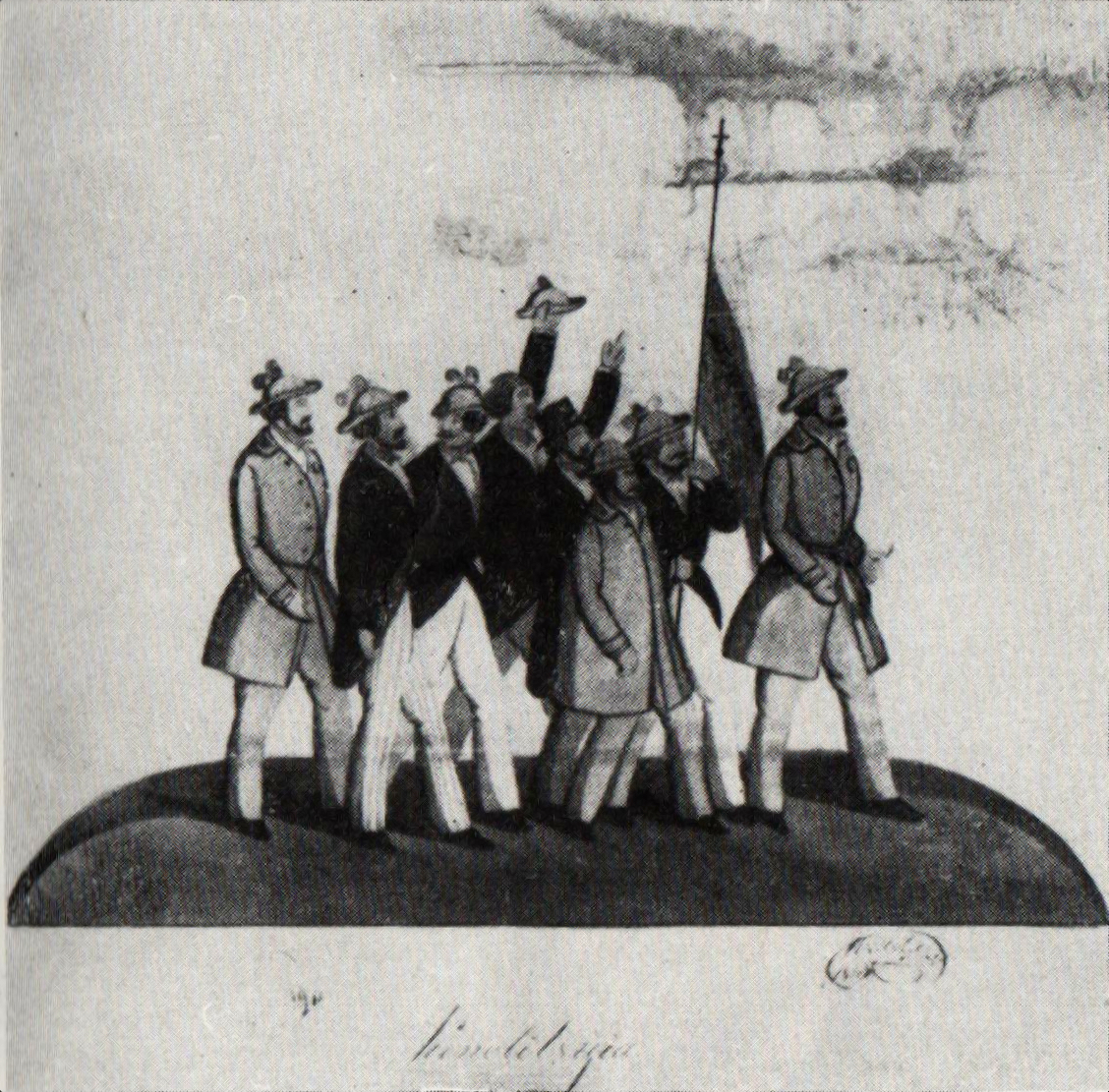
Grupul de manifestanți pentru revoluție la 1848 - de Costache Petrescu.

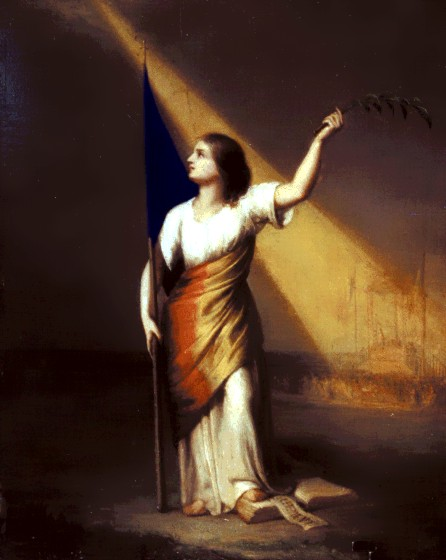
"România rupându-și cătușele pe Câmpia Libertății", pictură de Constantin Daniel Rosenthal (c. 1850)

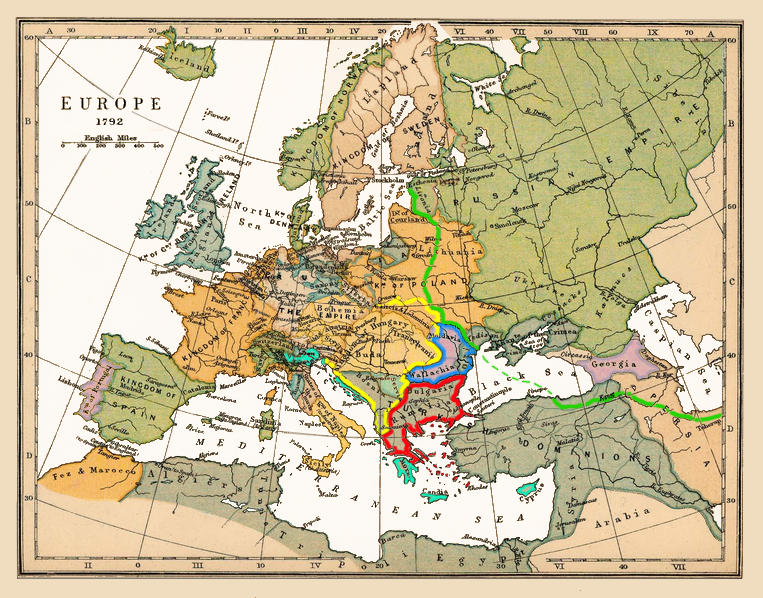
Proiectele Ecaterinei II privind Imperiul Otoman : în roșu « Imperiul neobizantin » al fiului său Constantin, în albastru « Regatul Daciei » al lui Grigori Potiomkin, în galben compensațiile pentru Imperiul Habsburgic, în verde-albastru pentru Veneția.

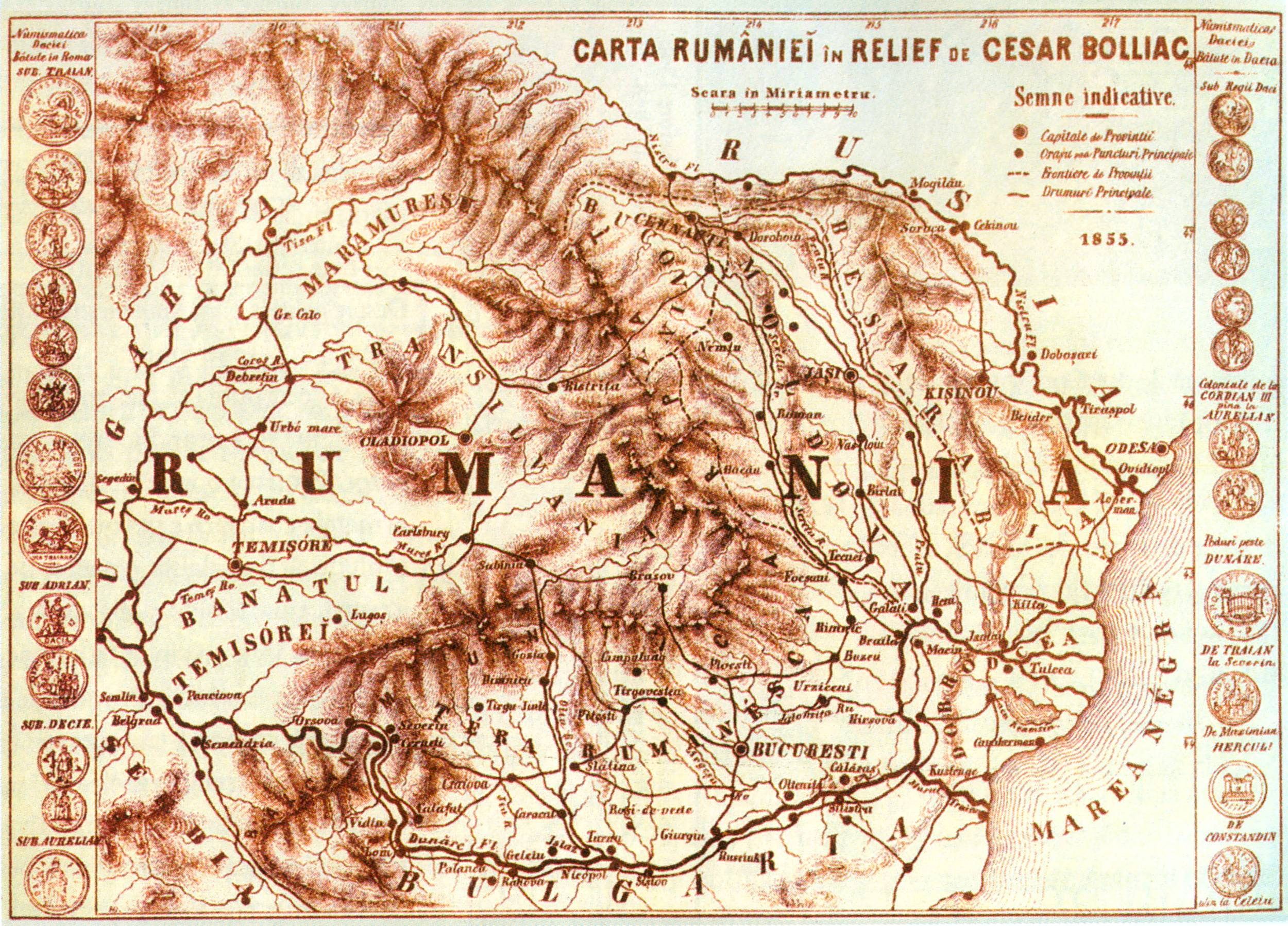
România văzută de Cezar Bolliac, un lider al Revoluției Române din 1848. Hartă datată 1855.

Renașterea națională a României (uneori renașterea națională și culturală) este o sintagmă folosită în cultura și în istoriografia română pentru a se face referire la prefacerile survenite în istoria românilor în secolul al XIX-lea și finalizate prin materializarea ideii unității naționale. Termenul a fost adoptat în analogie cu sintagma „Renașterea italiană”.  

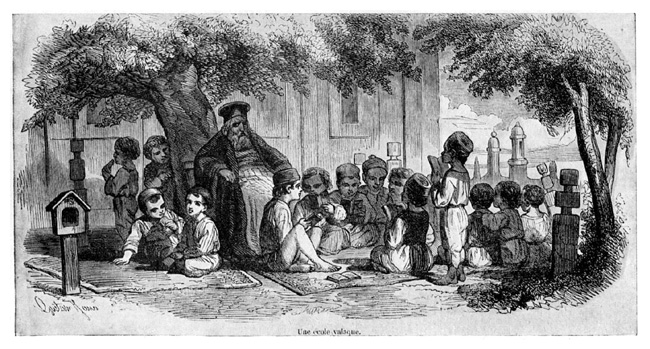
Școală în aer liber în București, așa cum era prin 1842

## Premise
În Evul Mediu, religia era, mai degrabă decât limba, principalul reper identitar al populațiilor. În Transilvania, pe atunci condusă de nobilimea maghiară catolică, schisma religioasă din 1054 a inaugurat o discriminare negativă a populațiilor credincioase Ortodoxiei, anume „șcheii” (slavii precum sârbii, bulgarii sau rutenii) și mai ales românii, care au fost considerați doar ca „națiuni tolerate”, deși constituiau populația preponderent majoritară a Transilvaniei. Formațiuni politice precum voievodatul Maramureșului, până atunci condus de voievozi români conform „dreptului românesc” (jus valachicum), au fost desființate și transformate în simple comitate ale regatului maghiar. Pentru a fi recunoscuți ca cetățeni, „șcheii” și românii trebuiau să se convertească la catolicism. Iancu de Hunedoara este un exemplu tipic în acest sens. În unele orașe transilvănene precum Brașov (pe atunci cetatea săsească Kronstadt), „șcheilor” și românilor nu li s-a permis nici măcar să locuiască între zidurile cetății.
Începând cu secolul al XVI-lea, Moldova și Țara Românească, precum și clericii, juzii și învățații români din Transilvania și din ținuturile vecine (Banat, Zărand, Bihor, Satu-Mare, Oaș, Maramureș) au trecut progresiv de la limba slavonă (bisericească și cărturărească), moștenire a obedienței religioase ortodoxe față de Patriarhatele sud-Dunărene (Peć sau Trnovo), la limba română, până atunci doar populară și neoficială. În secolul al XIX-lea procesul s-a extins la scriere, alfabetul slavon fiind înlocuit treptat prin cel romanic. 
Imperiul Otoman a început din secolul al XVII-lea să desemneze domni fanarioți (adică greci creștini aflați sub control otoman și originari din cartierul Fanar al Istanbulului) atât în Moldova cât și în Țara Românească. Motivul esențial al acestei decizii politice externe a Porții Otomane era asigurarea că episoade precum politicile independente și pro-europene duse de Dimitrie Cantemir sau Constantin Brâncoveanu nu se vor mai repeta. În esență, această intervenție în treburile interne ale Țării Românești și Moldovei însemna o accentuare a controlului asupra Țărilor române. Totuși, demn de remarcat, primul sistem școlar organizat de stat ia ființă sub domnii fanarioți, și chiar dacă învățământul superior se efectua adesea în limba greacă, cel primar folosea limba română. Școli domnești apar în 1561 la Cotnari în Moldova, în 1603 la Târgoviște și în 1688 la București în Țara Românească, în 1707 la Iași în Moldova, și în 1795 la Alba Iulia în Transilvania. În aceste instituții, conștiința de a face parte din același popor se răspândește din rândul cărturarilor în cercuri din ce în ce mai largi din populația românească.
La sfârșitul secolului XVIII, împărăteasa Ecaterina a II-a a Rusiei a conceput, în cadrul războiului ruso-turc din anii 1768 – 1774 proiectul de a respinge Imperiul Otoman în Asia mică și de a reînființa în Balcani un nou imperiu „bizantin” ortodox, cu capitala la Țarigrad (Constantinopol) pentru nepotul său Constantin, în timp ce Principatele Române ar fi format un « Regat al Daciei » al cărui rege ar fi fost favoritul țarinei Grigori Potiomkin. Imperiul Habsburgic ar fi primit drept compensație Bosnia, Serbia și Albania iar Republica Venețiană ar fi recuperat Moreea, Creta și Cipru. Acest proiect a dat greș, dar a răspândit în elitele politice și în populațiile creștine din Imperiul turcesc și din Țările Române speranța de a se dezrobi de sub stăpânirea otomană și de a constitui sau reconstitui state proprii.

## Romantismul revoluționar și național
Romantismul a adus în prim plan problema națională în Imperiile Europene și totodată a propagat ideea Statului Național. Imperii, precum cel Habsburgic, cuprindeau numeroase nationalități : germanii, ungurii, cehii, slovacii, polonezii, rutenii, slovenii, italienii, românii, croații și sârbii.
Ca în majoritatea țărilor europene, Revoluția de la 1848 a cuprins și Moldova, Țara Românească și Transilvania, fiind clar precedată de mișcarea pandurilor lui Tudor Vladimirescu în 1821. Scopurile revoluționarilor români - independența completă pentru primele două țări române și emanciparea națională în cea de a treia - au rămas neîndeplinite, dar au constituit baza unor evoluții următoare.
In 1859, Adunările Ad-Hoc ale Moldovei și Țării Românești, profitând de o lacună a actelor redactate de „Marile Puteri” cu privire la țarile române, au ales același domnitor - Alexandru Ioan Cuza, în ciuda opoziției acestor Mari Puteri. Prin această dublă alegere (la 5 ianuarie și 24 ianuarie 1859) au fost create Principatele Unite ale Moldovei și Țării Românești formând o Românie fără Transilvania (care, în 1867, a fost încorporată regatului ungar de catre Imperiul Habsburgic transformat pentru 51 de ani, până în 1918, în Imperiul Austro-Ungar).
Emanciparea românilor în Transilvania a continuat însă. Românilor li s-a permis accesul în Universitățile Imperiale, cristalizandu-se astfel Școala Ardeleană și impunându-se ca idee politică de anvergură ideea latinității românilor. În 1861, a fost fondată la Sibiu (pe atunci Hermannstadt), Asociația Transilvană pentru Literatura Română și Cultura Poporului Român (ASTRA), fiind protejată de guvernul local compus în majoritate din germani.

## Cronologia nașterii României ca națiune modernă
| 1812 - Rusia anexează partea de răsărit a Moldovei, atunci denumită Basarabia                                                          |
| 1829 - Tratatul de la Adrianopol stabilește protectoratul rus asupra Moldovei și Țării Românești                                       |
| 1834 - Rușii se retrag din Moldova și Țara Românească;                                                                                 |
| 1846 - Uniune vamală dintre Moldova și Țara Românească;                                                                                |
| 1848 - Revoluțiile eșuează în principate și în Transilvania;                                                                           |
| Războiul Crimeii - Rusia reocupă Moldova și Țara Românească;                                                                           |
| 1856 - Retragere rusă parțială din Basarabia după Războiul Crimeeii;                                                                   |
| 1858 - Are loc Convenția de la Paris;                                                                                                  |
| 1859 - Alexandru Ioan Cuza unește Moldova și Țara Românească sub domnia sa;                                                            |
| 1861 - ASTRA este fondată; |
| 1862 - Uniune formală a Moldovei și Țării Românești pentru a forma principatul România;                                                |
| 1867 - Formarea Monarhiei Duble Austro-Ungaria, cu dominației maghiară crescândă asupra Transilvaniei;                                 |
| 1918 - După Primul Război Mondial, "România Mare" incorporează Transilvania, Basarabia și Bucovina, dar și Moldova și Țara Românească. |

## Istorie

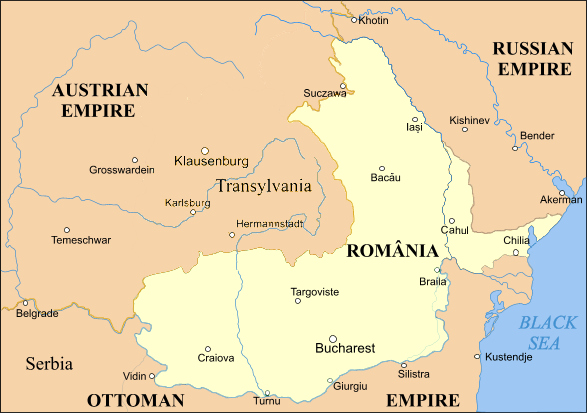
România înainte de 1878

### Țările Române în noua ordine continentală europeană după 1815

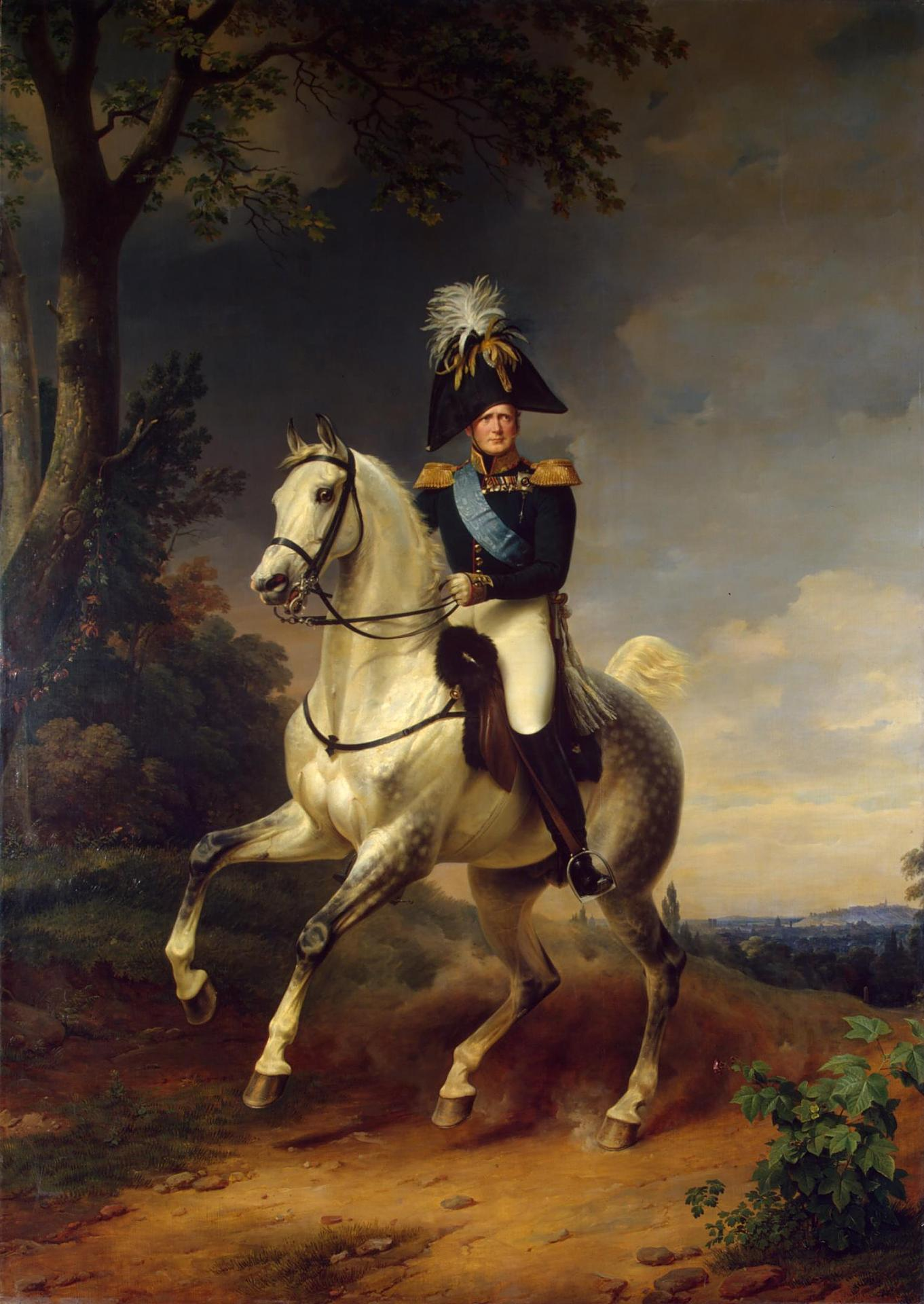
Țarul Alexandru I

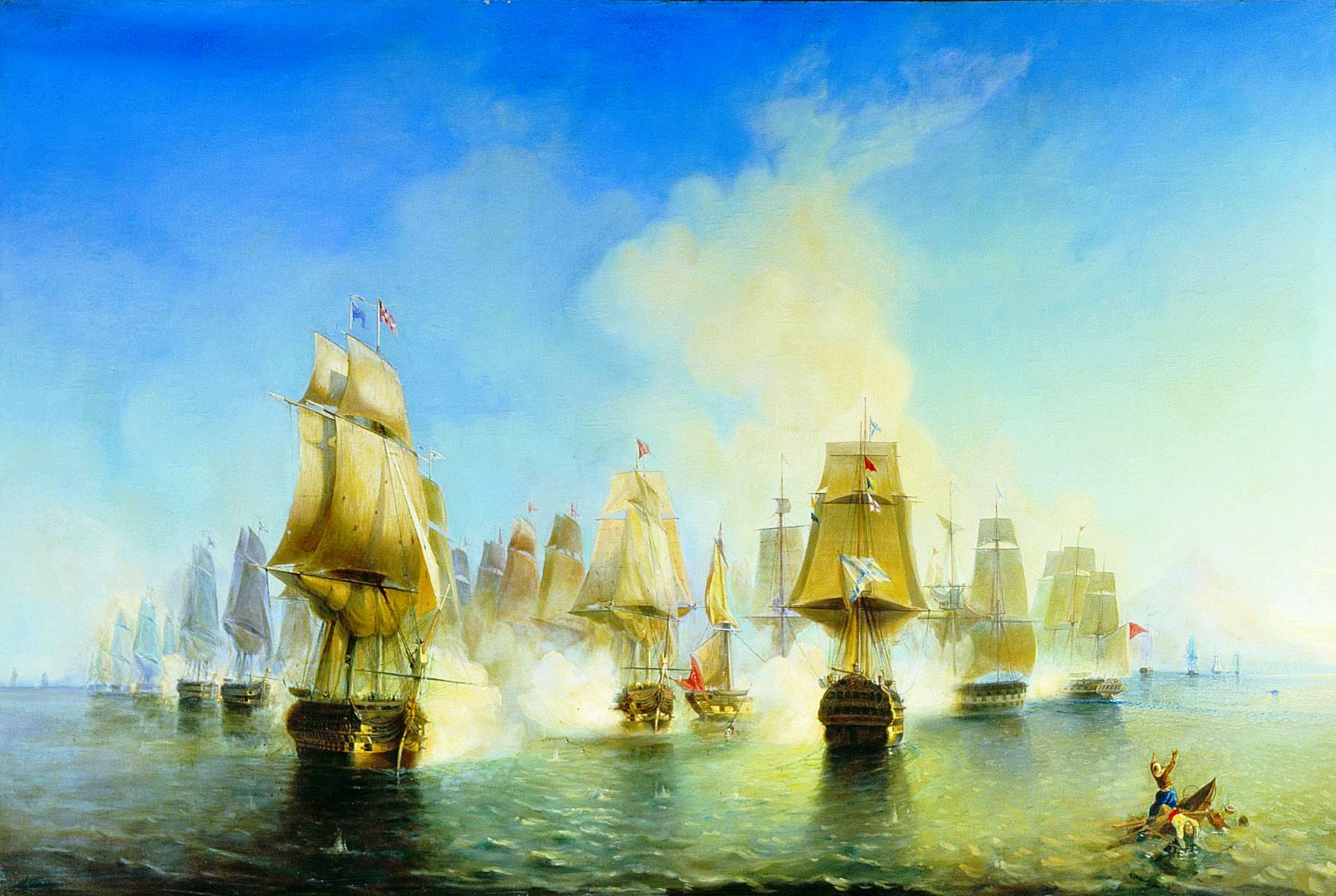
Bătălia navală de la Muntele Athos dintre turci și ruși- 1807

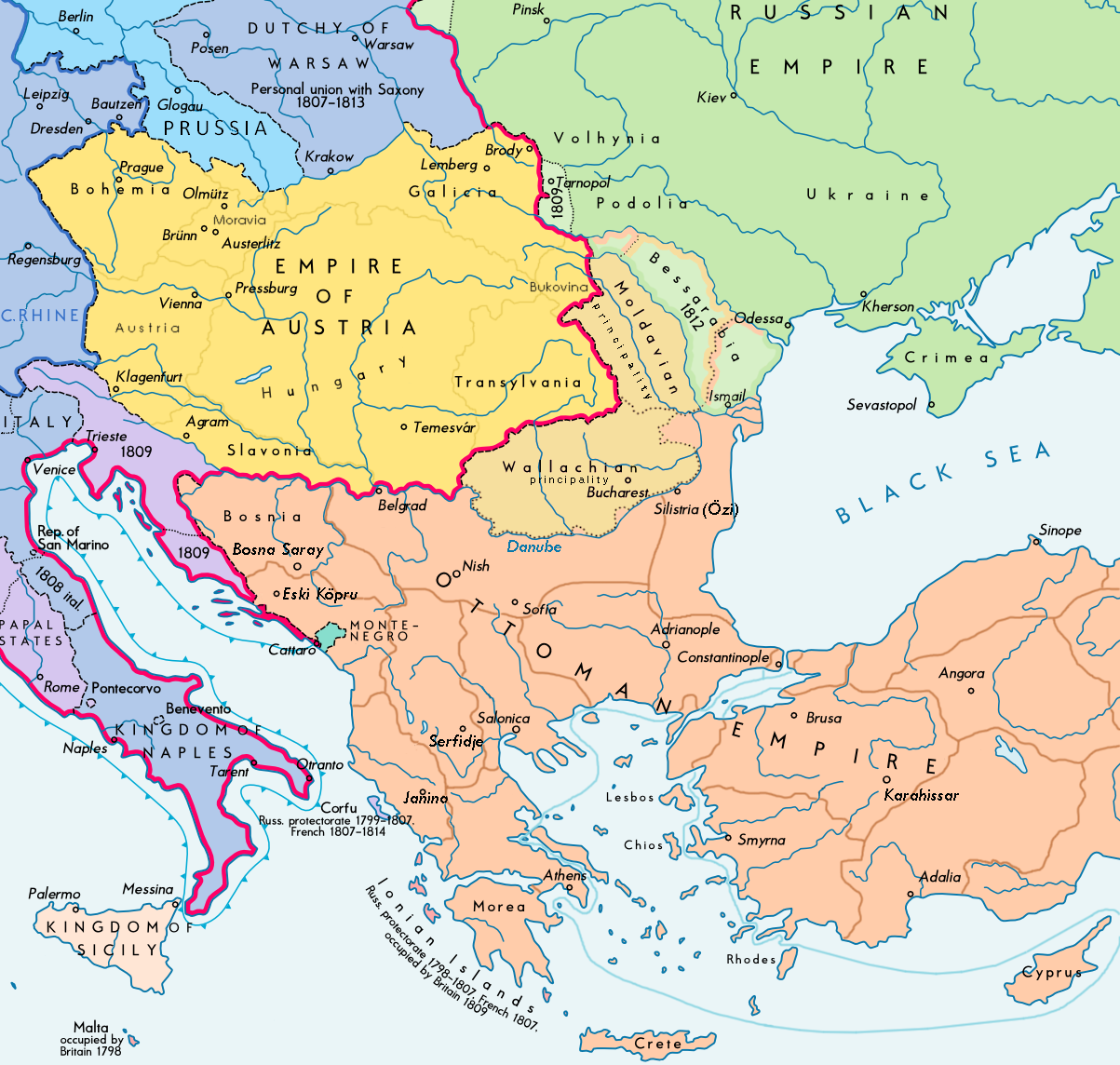
Basarabia cedată Imperiului Rus

Drapelul Eteriei

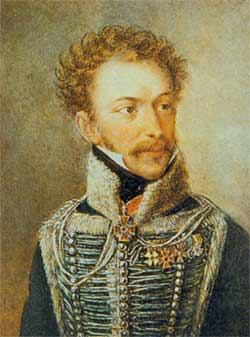
Alexandru Ipsilanti în uniformă de husar rus

În 1815, Congresul de la Viena a stabilit nouă ordine continentală, preluând principiile emise prin Declarația drepturilor omului și ale cetățeanului, un document emblematic al Revoluției Franceze care a devenit programul de lupta pentru emanciparea socială și națională europeană, mai ales în Peninsula Balcanică unde se manifestau germenii revoltelor. Asuprirea și abuzurile sociale și economice nu mau puteau fi tolerate. 
În Războiul Ruso-Turc (1806–1812), țarul Alexandru I al Rusiei  a obținut victoria, fiind cuprins de intenția de a cuceri ambele țări românești, Muntenia și Moldova după tentativele eșuate din secolul anterior. Temându-se de noi intervenții ale lui Napoleon și de otomani, țarul a acceptat inițierea unor tratative. Acestea au debutat la Giurgiu, în noiembrie 1811, unde delegația trimisă de Alexandru I s-a dovedit a fi fermă în susținerea menținerii unei frontiere pe Dunăre. În primăvara 1812, țarul a acceptat o concesie-granița pe râul Prut. 
Prin tratatul de la București, în mai 1812, teritoriul cuprins între Prut și Nistru, odată cu raiaua Hotinului și cu Buceag, a fost încorporat Imperiului Rus. „Vechiul” Buceagul a fost redenumit Basarabia. 
În 1814, la Odessa, a fost înființată societatea secretă Eteria (Societatea Amicală, în greacă: Philike hetairia). După primirea sprijinului rusesc, organizația s-a extins și a înființat comitete în Grecia, în Principate, în Rusia, precum și în Turcia. Pentru a atrage în acțiunea sa și alte populații balcanice, membrii Eteriei au intrat în legătură cu bulgarii, sârbii și românii. În Principate, au încercat să atragă sprijinul domnilor fanarioți, dar și a boierilor locali, ca banul Grigore Brâncoveanu. 
În 1820, fiul domnului Constantin Ipsilanti, Alexandru Ipsilanti a fost ales că epitrop general suprem al Eteriei, educat în spriritul aristocrației ruse și devenit general al armatei ruse în războiul împotriva lui Napoleon.
Ultimii ani ai regimului fanariot au fost extrem de împovorători pentru Țările Române, mai ales în timpul domniilor Ioan Caragea și Alexandru Șuțu. Astfel, pentru obținerea Caftanului Domnesc, Caragea a cheltuit 4 milioane de galbeni, iar Șuțu datora 5 milioane la venirea să în București. Pentru că sumele uriașe trebuia să fie recuperate, povara fiscalității a căzut pe populația principatelor. Mișcările de proteste și revolte locale, precum și acțiunile haiducilor au crescut la număr (precum vestitul haiduc, Iancu Jianu). 

### Galerie de imagini

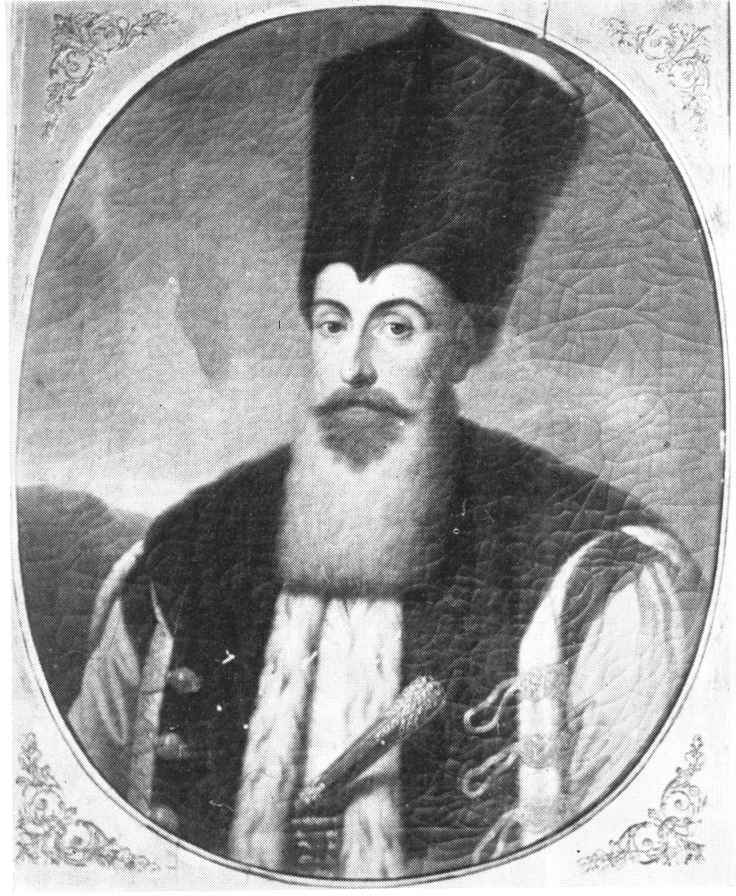
Ion Vodă Caragea
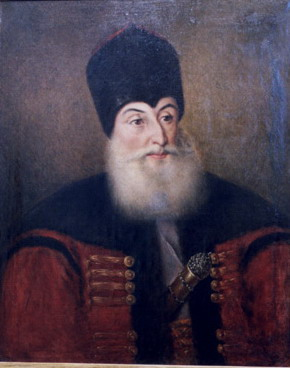
Alexandru Șuțu

### Răscoala din anul 1821

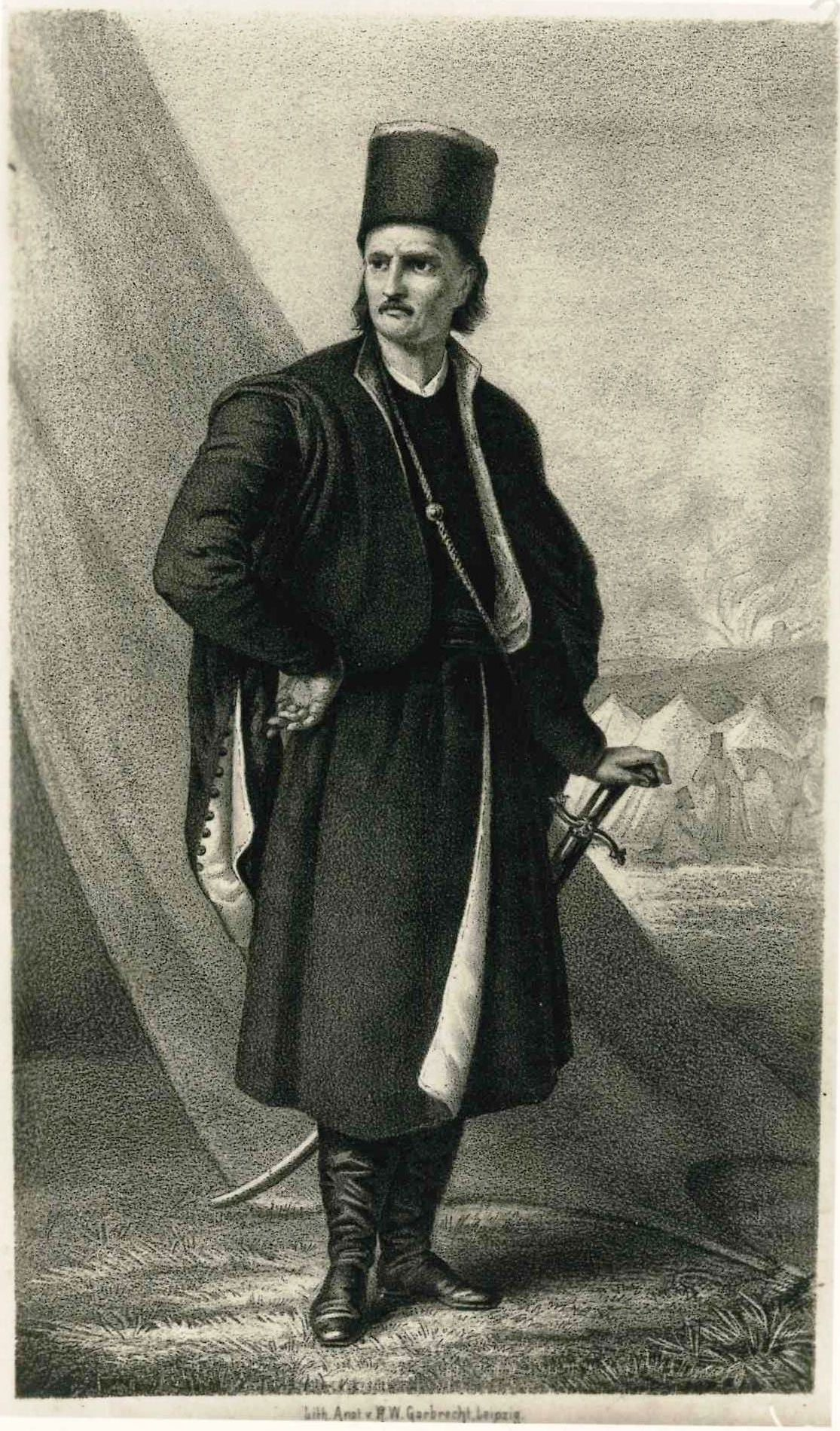
Tudor Vladimirescu

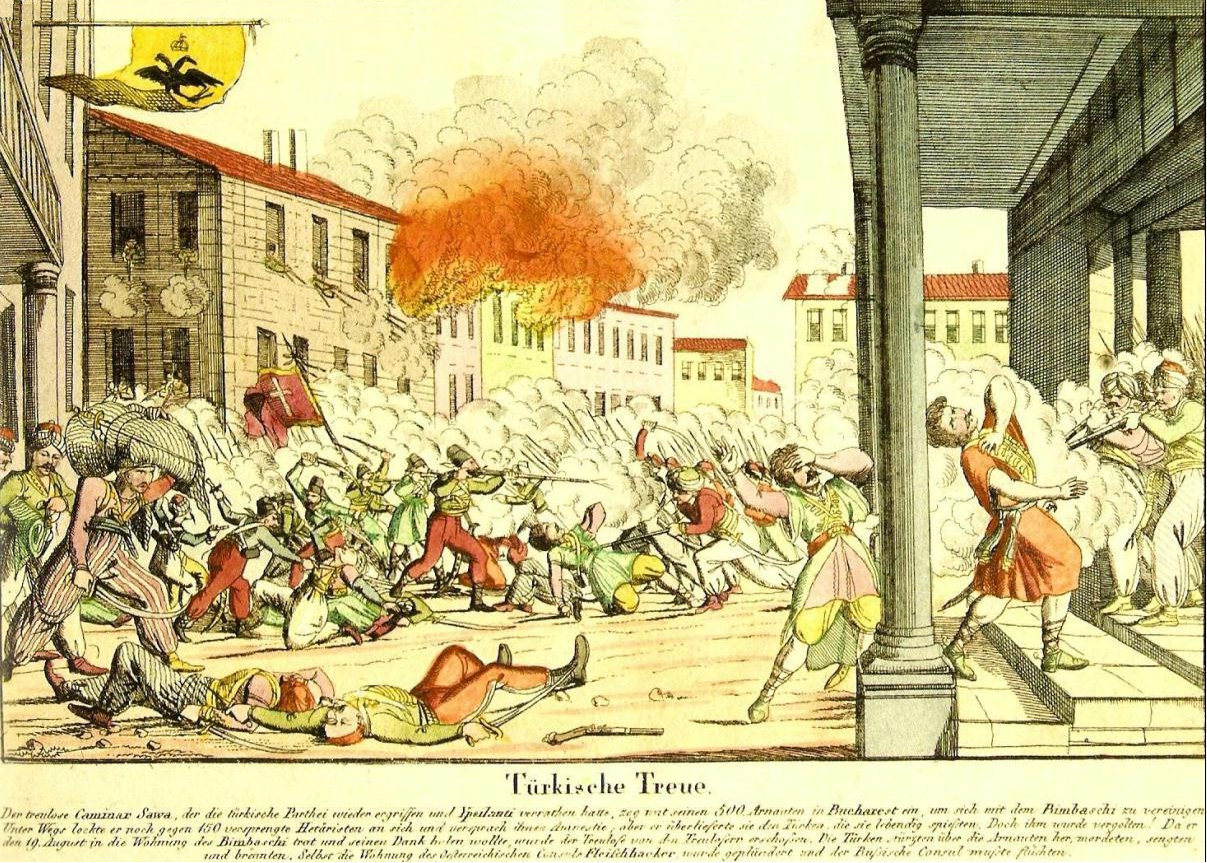
Luptele de la București dintre răsculații Eteriei și trupele otomane, 1821

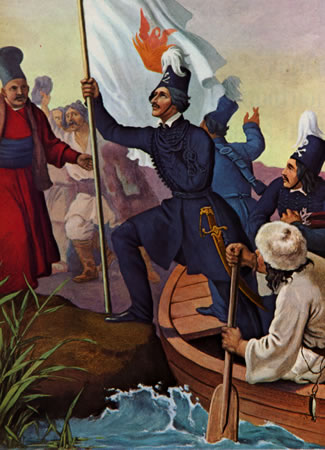
Alexandru Ipsilanti trecând Prutul, în drum spre Iași

Tudor Vladimirescu s-a născut în satul de moșneni Vladimiri, în județul Gorj, în 1780. A fost surprins de boierul Ioniță Glogoveanu când încerca să mâzgălească cuvinte cu bățul pe brumă căzută pe iarbă, devenind protejatul aromânului, de la care a învățat limba greacă, calculele și administrarea moșiilor. A ajuns la conducerea moșiei și negoțului cu vite. 
În 1814-1815, s-a deplasat la Viena după ce moștenirea soției fiului lui Ioniță Glogoveanu, Nicolae, mort în 1814, a fost lichidată. Sobru, preocupat cu îndeplinirea îndatoririlor, Tudor Vladimirescu conștientiza că avea un scop nobil. A reușit să strângă avere, cumpărându-și case, pământ, vii și mori, în Cerneți și în împrejurimi. La 18 ani s-a înrolat în rândurile pandurilor, un corp de armata înființat în secolul XVII în sudul Ungariei. A participat la războiul ruso-turc din 1806-1812 și s-a evidențiat prin vitejie.A fost răsplătit cu ordinul de cavalerie Vladimir, clasa a III-a. 
Între timp, domnul Alexandru Șuțu, fiind bolnav, marii boieri au profitat de oportunitate și s-au întrunit în Comitetul de oblăduire, doriind să acționeze pentru înlăturarea regimului fanariot în loc să mai trimită petiții la Înalta Poartă. 
La 15/27 ianuarie 1821, Comitetul i-a încredințat lui Tudor Vladimirescu conducerea răscoalei. Tudor a părăsit Bucureștiul și s-a îndreptat spre Oltenia, pentru a aplica planurile boierilor și promisiunile eteriștilor cu care semnase un legământ. 
La 23 ianuarie/4 februarie, Tudor a lansat Proclamația de la Padeș, un apel înflăcărat la încetarea robiei feudale. Conținutul excesiv de revoluționar i-a panicat pe boieri și au decis să trimită trupe pentru a-l opri pe fostul aliat sub acuzația că era tulburător și ademenitor al poporului. A emis  Cererile norodului românesc prin care se evidenția scopul revoluției de la 1821, ca fiind acela de a se pune capăt amestecului puterilor străine în treburile interne ale țării, ca și realizarea unor reforme. Se insista asupra înființării unui stat obștesc, domn pământean, ales de cler și boieri. 
Tudor a avut îndrăzneala de a-i spune vornicului Nicolae Văcărescu, insarcitat cu stoparea răscoalei, intențiile sale privind răscoala. Răsculații, aflați sub comandă sa, s-au îndreptat spre București. La 16 martie se aflau în Bolintinul din Vale, unde Tudor a adresat o nouă proclamație către locuitorii capitalei. 
A fost primit cu entuziasm de către bucureșteni. La 21 martie 1821, Tudor a intrat pe Calea Rahovei, călare pe armăsar. Dar totodată, în capitală, sosise Alexandru Ipsilanti, aflat în fruntea unei armate de greci, muntenegreni, bulgari și sârbi. Nedisciplinați, forțele eteriste au provocat nemulțumiri în rândul bucureștenilor, iar Tudor le-a cerut să părăsească Țara Românească. 
Aliatul de odinioară nu a ținut cont de înțelegerile semnate și a continuat complotul. La 21 martie, Tudor a fost arestat la conacul de la Golești, iar în noaptea din 27-28 mai, la Târgoviște, acuzat că a colaborat cu otomanii, a fost executat.

### Domniile pământene și Domniile regulamentare (1821-1834)

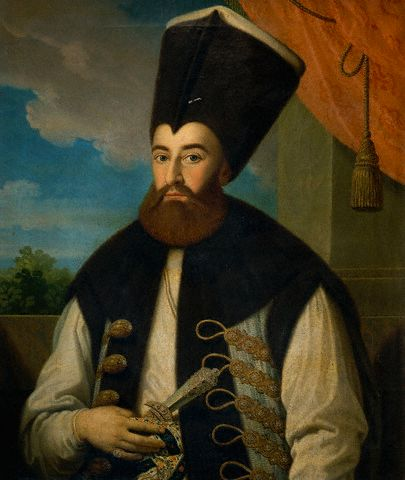
Grigore Dimitrie Ghica
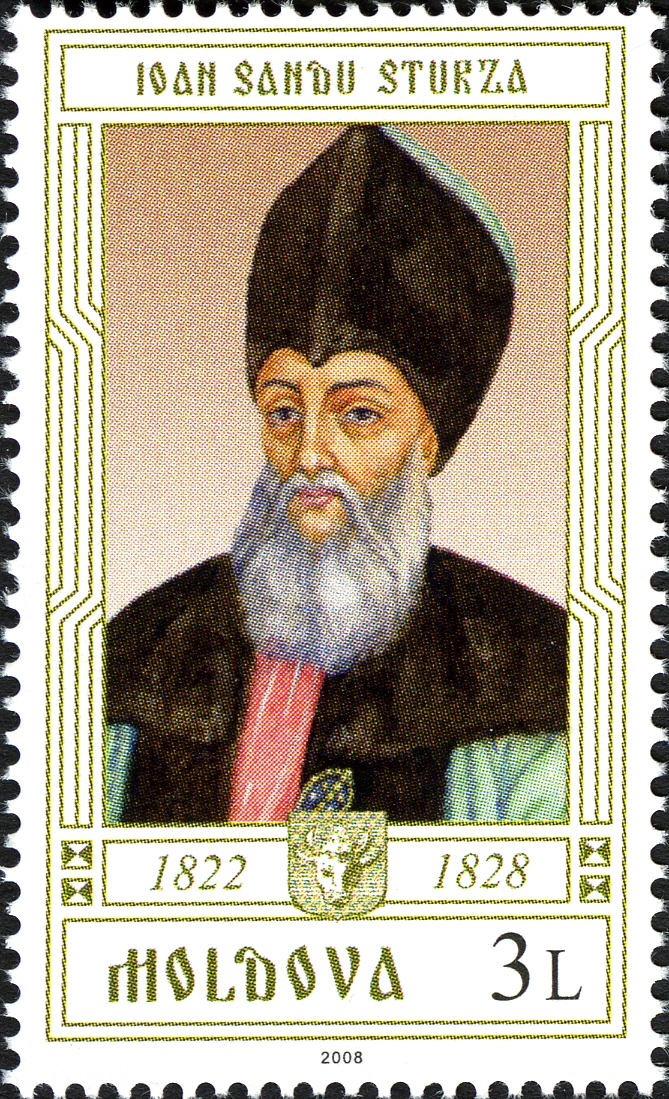
Ionita Sandu Sturdza

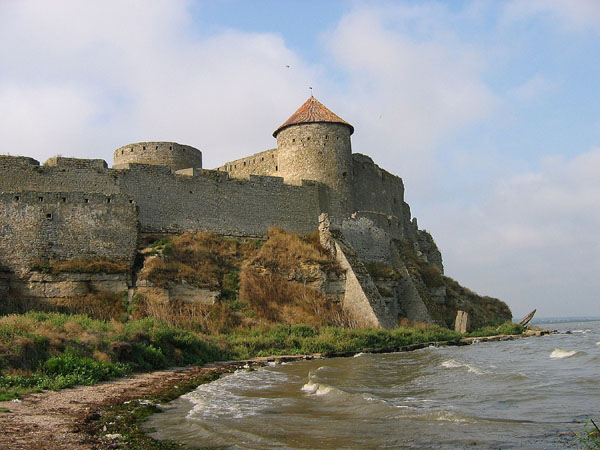
Cetatea Albă, unde s-a semnat Convenția de la Akkerman

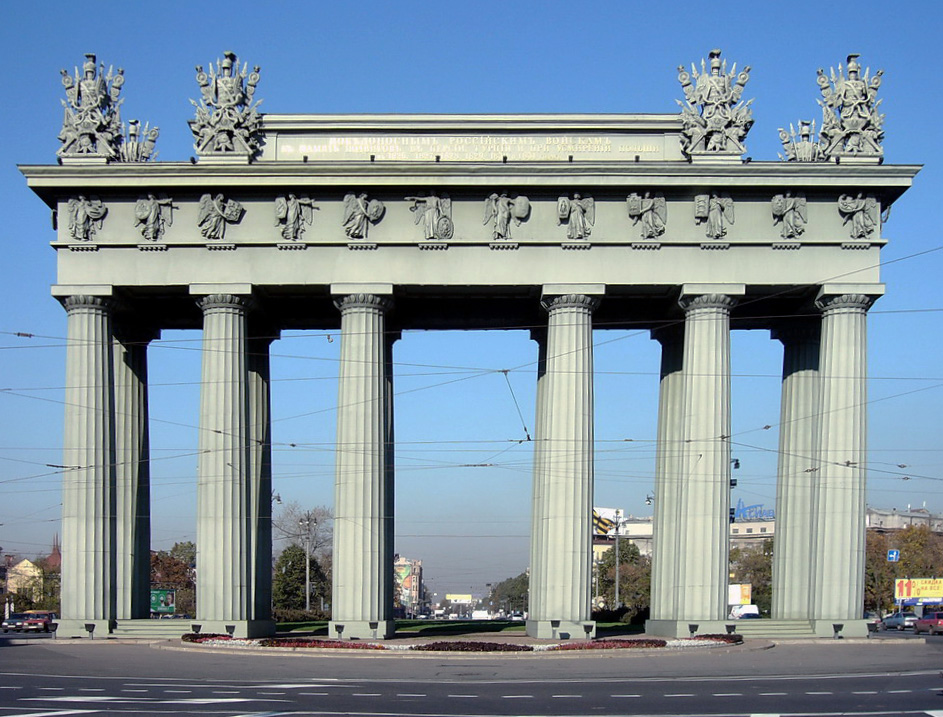
Arcul de triumf de la Moscova ce comemorează victoria Rusiei în războiul cu Imperiul Otoman din 1828-1829

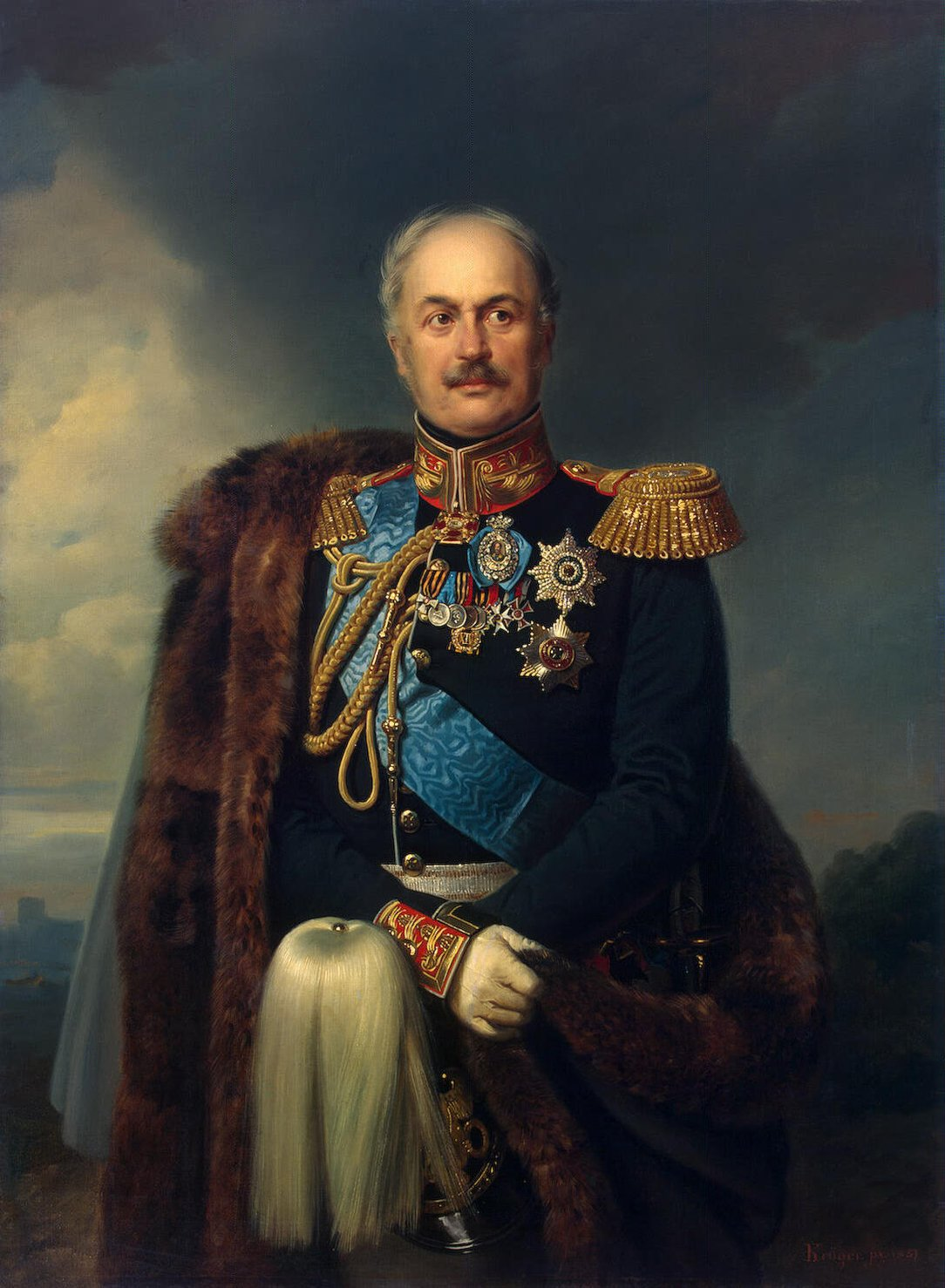
Generalul rus Pavel Kiseleff

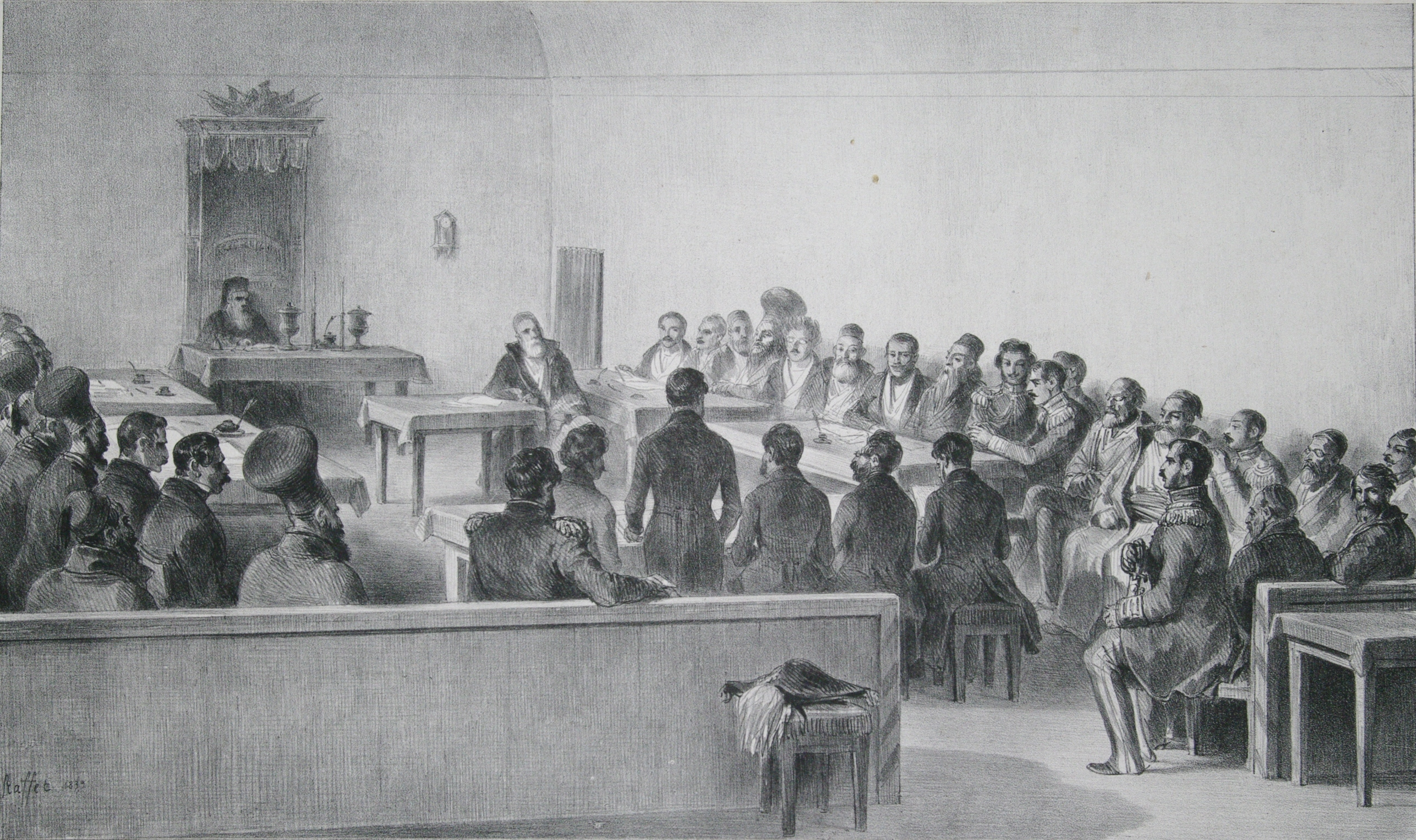
Obșteasca Adunare, 1837

După înfrângerea răscoalei din 1821 și lichidarea Eteriei, armatele ruse au rămas în Țările Române. Situația nu era pe placul Înaltei Porți și pentru a avea relații mai bune cu boierii pământeni și a menține autoritatea în Țările Române, a decis revenirea la domniile pământene. 
Pe tronul Munteniei și al Moldovei au urcat Grigore al IV-lea Ghica și Ioniță Sandu Sturdza. Dar atmosfera generală era predominată de dorința de schimbare și de modernizare. 
Primele domnii pământene au inițiat proiecte reformiste: Constituția Cărvunarilor a lui Ionică Tăutu din 1822, proiectele de reforma promovate de Eufrosin Poteca în1827. 
Criza orientală de la sfârșitul secolului XVII a afectat Principatele Române. După revenirea la domniile pământene, Imperiul Rus s-a implicat vizibil în problemele interne ale Munteniei și Moldovei. În 1826, Imperiul Rus a încheiat o convenție cu Imperiul Otoman la Akkerman/Cetatea Albă. un act adițional la vechiul tratat de pace din 1812, pentru a îngrădi posibilitatea sultanului de a interveni în Principate. 
Convenția de la Akkerman a conferit Principatelor Române dreptul de a dispune de reglementări de ordine interioară proprii. 
Având că pretext nerespectarea prevederilor de la Akkerman și profitând de pe urma declinului Imperiului Otoman, considerat "Omul bolnav al Europei", în 1828, Imperiul Rus i-a declarat război. Războiul a fost încheiat prin încheierea unui alt tratat de pace, Tratatul de la Adrianopol , la 14 septembrie 1829, ce prevedea decizii privind Principatele Române: acordarea autonomiei administrative și financiare, desființarea raialelor de la Brăila, Giurgiu, Turnu Măgurele și a monopolului otoman asupra comerțului, acordarea libertății navale pe Dunăre și Marea Neagră, alegerea domnilor pe viață, precum și întocmirea unor regulamente de organizare și funcționare a celor două Țări Române. 

După terminarea războiului, rușii au rămas în Moldova și Valahia, instaurând un regim de ocupație militară. Imperiul Rus a numit guvernatori ruși, însărcinați cu gestionarea problemelor: Feodor Pahlen, Piotr Jeltuhin, Pavel Kiseleff. Au fost înființate două comisii speciale pentru a redacta legile , având ca secretari pe Gheorghe Asachi în Moldova și pe Barbu  Știrbei în Muntenia. 

În martie 1830, Regulamentul Organic  au fost finalizate, fiind trimise la Sankt Petersburg, pentru modificări. Au fost introduse în Țară Românească pe 1 iulie 1831 și în Moldova pe 1 ianuarie 1832. 
S-a introdus principiul separării puterilor în stat: puterea executivă fiind încredințată domnului, cea legislativă-Adunării Obștești, iar cea judecătorească-tribunalelor județene, insantelor de apel și Înaltului Divan Domnesc. S-au pus bazele unui regim parlamentar incipient, documentul fiind o constituție timpurie. 
Prin Regulamentele Organice, s-a înfăptuit un prim pas important spre unirea principatelor. În 1834, au fost aleși primii doi domni "hospodari"- Alexandru D. Ghica în Muntenia și Mihail Sturdza  în Moldova.

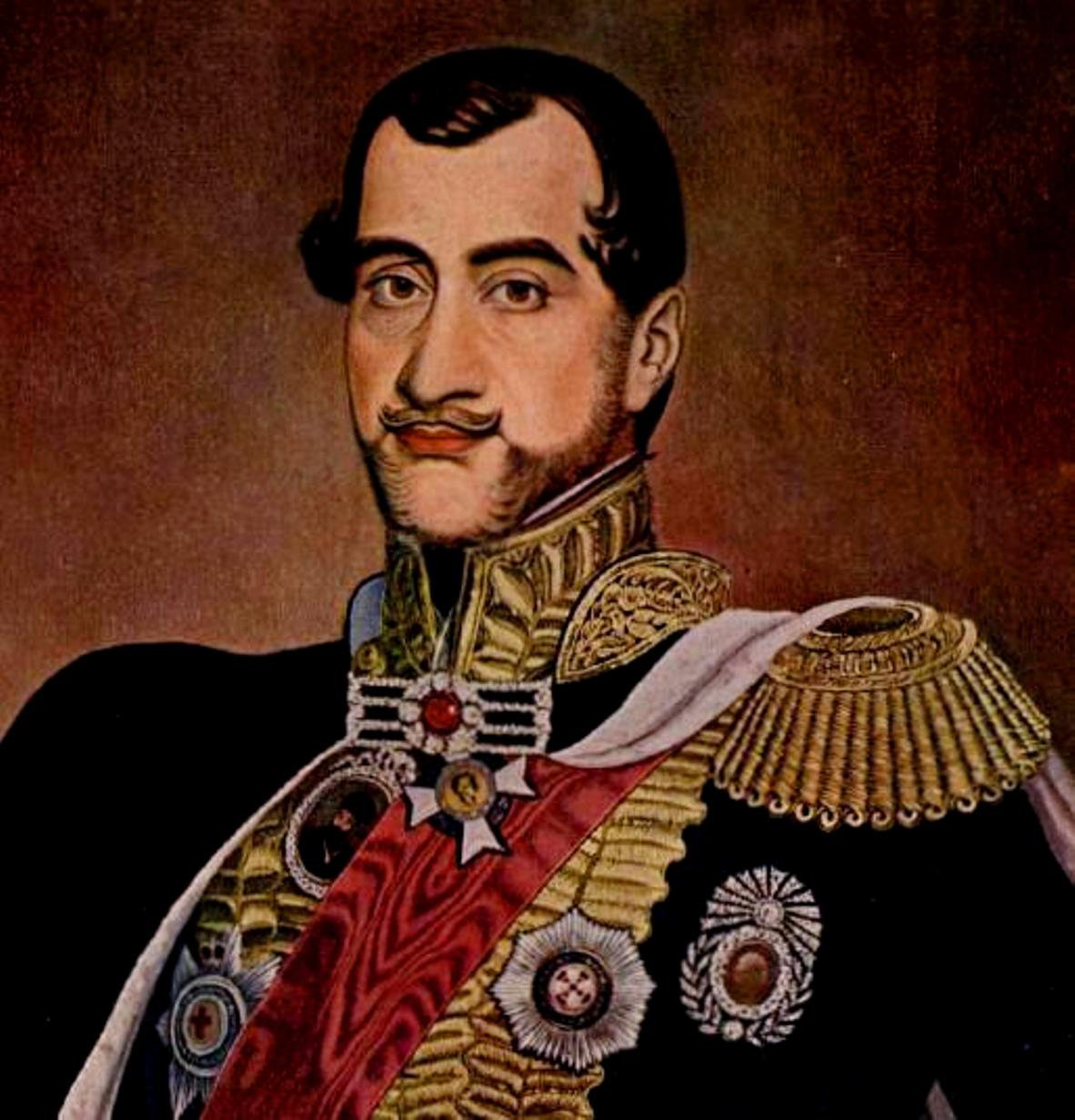
A.D. Ghica
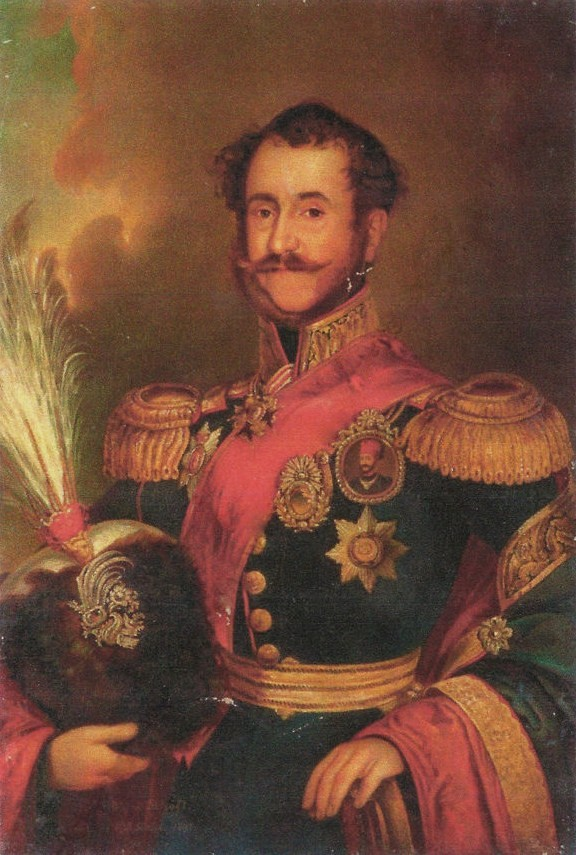
Mihail Sturdza

### Revoluția din 1848

#### Țările Române

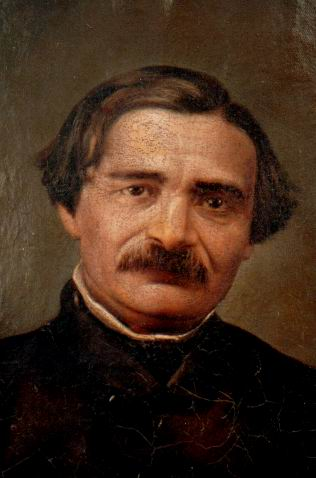
Ion Heliade Radulescu
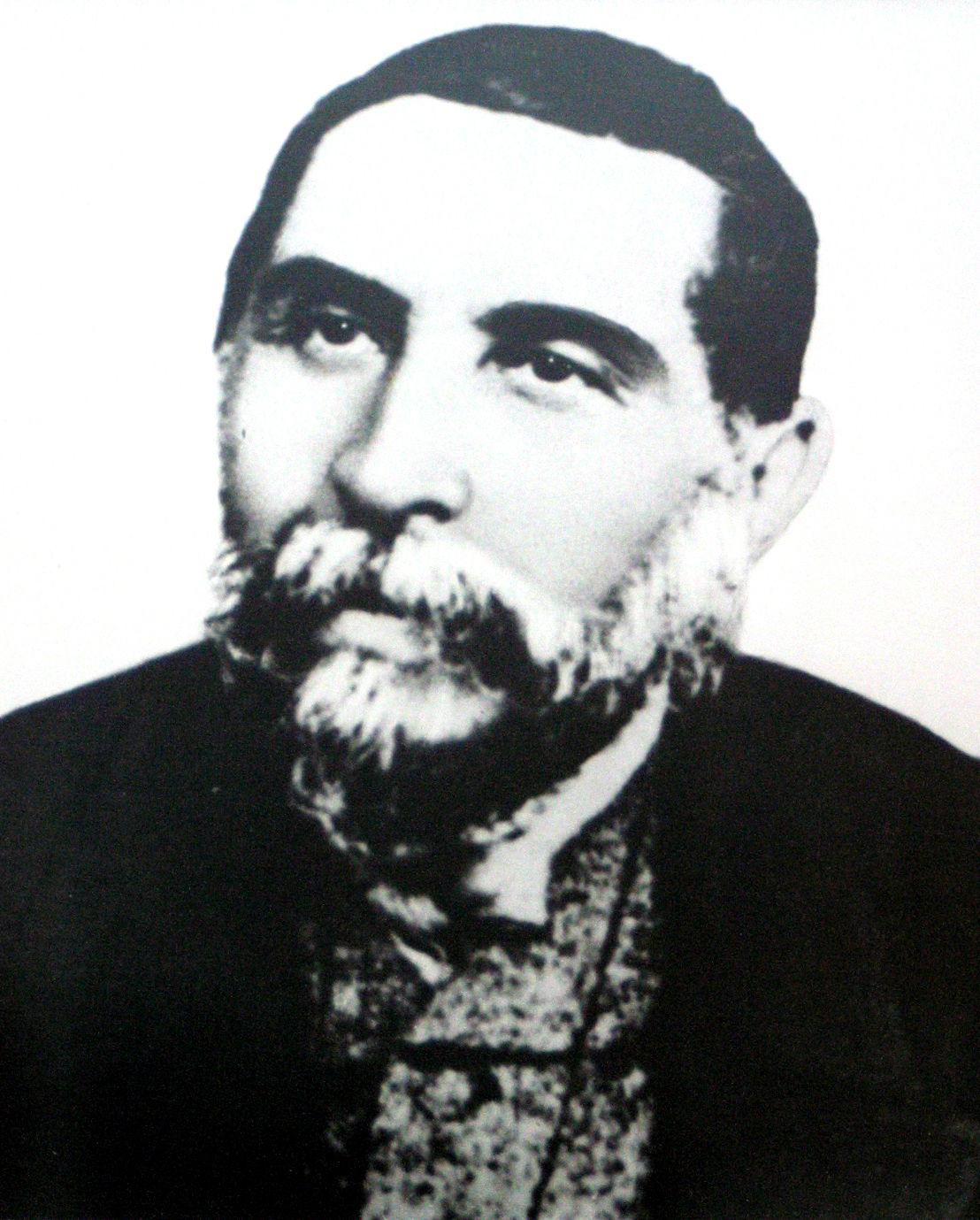
Ion Ghica
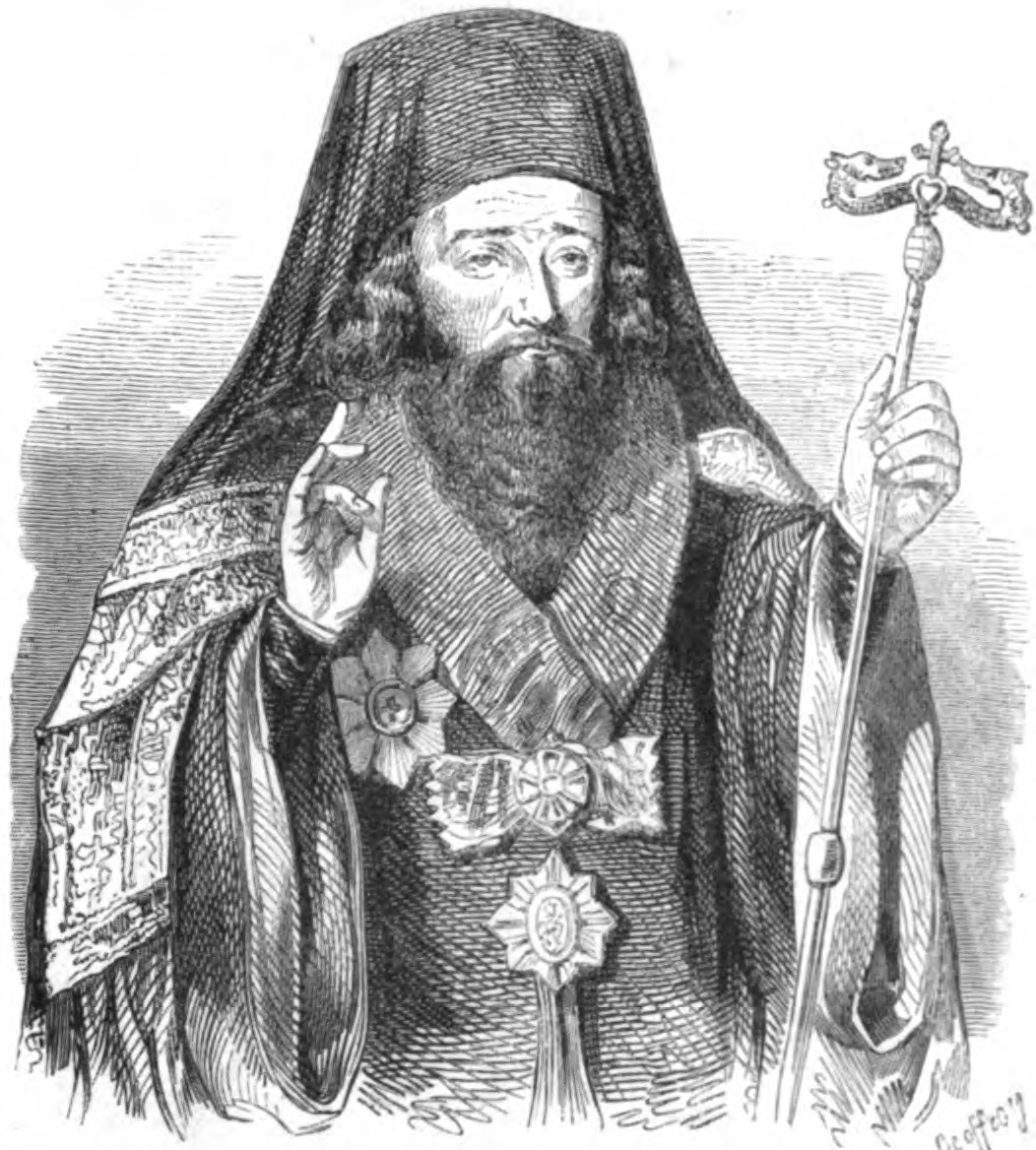
Neofit
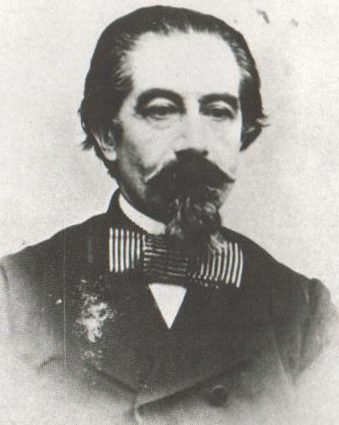
Stefan Golescu
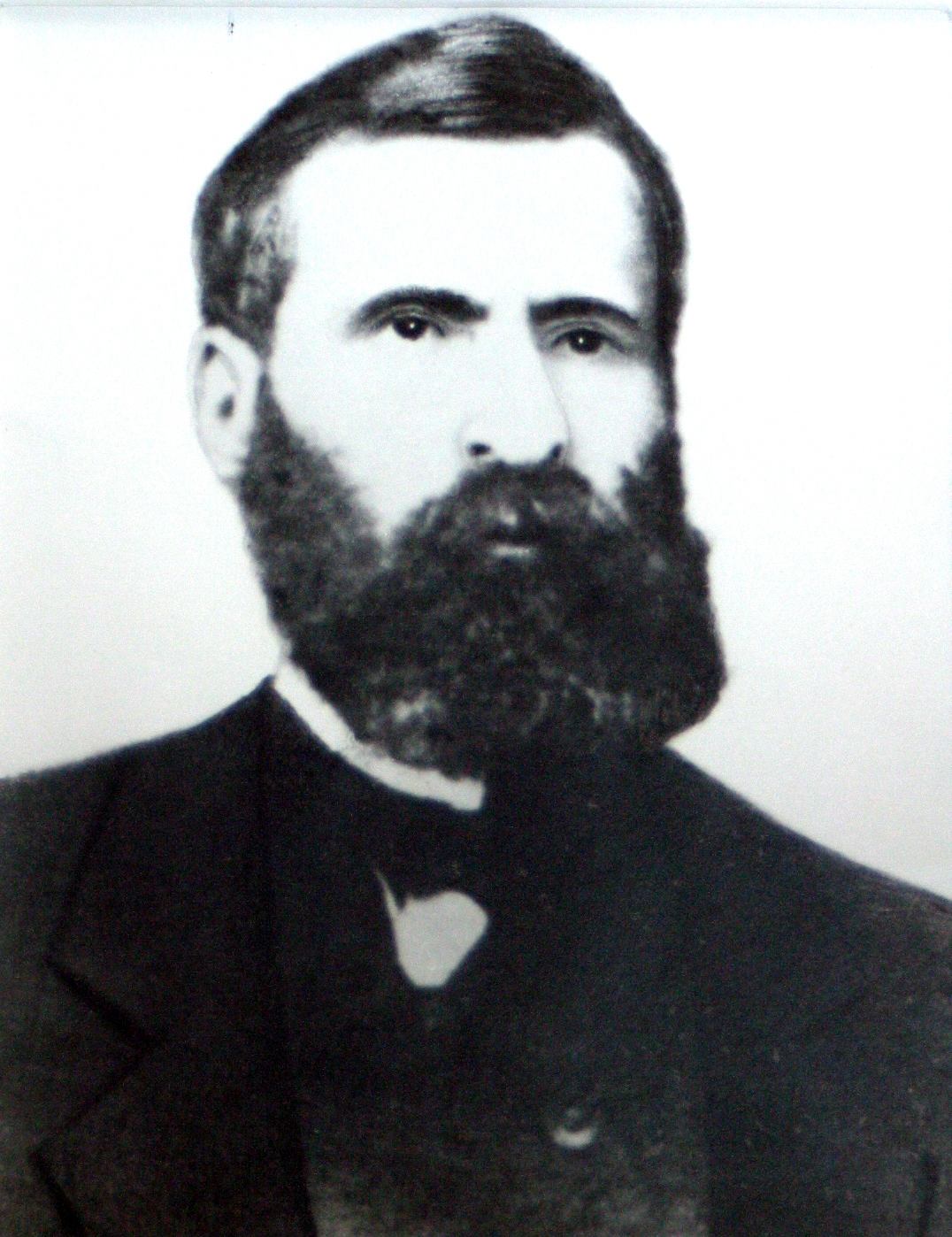
Christian Tell
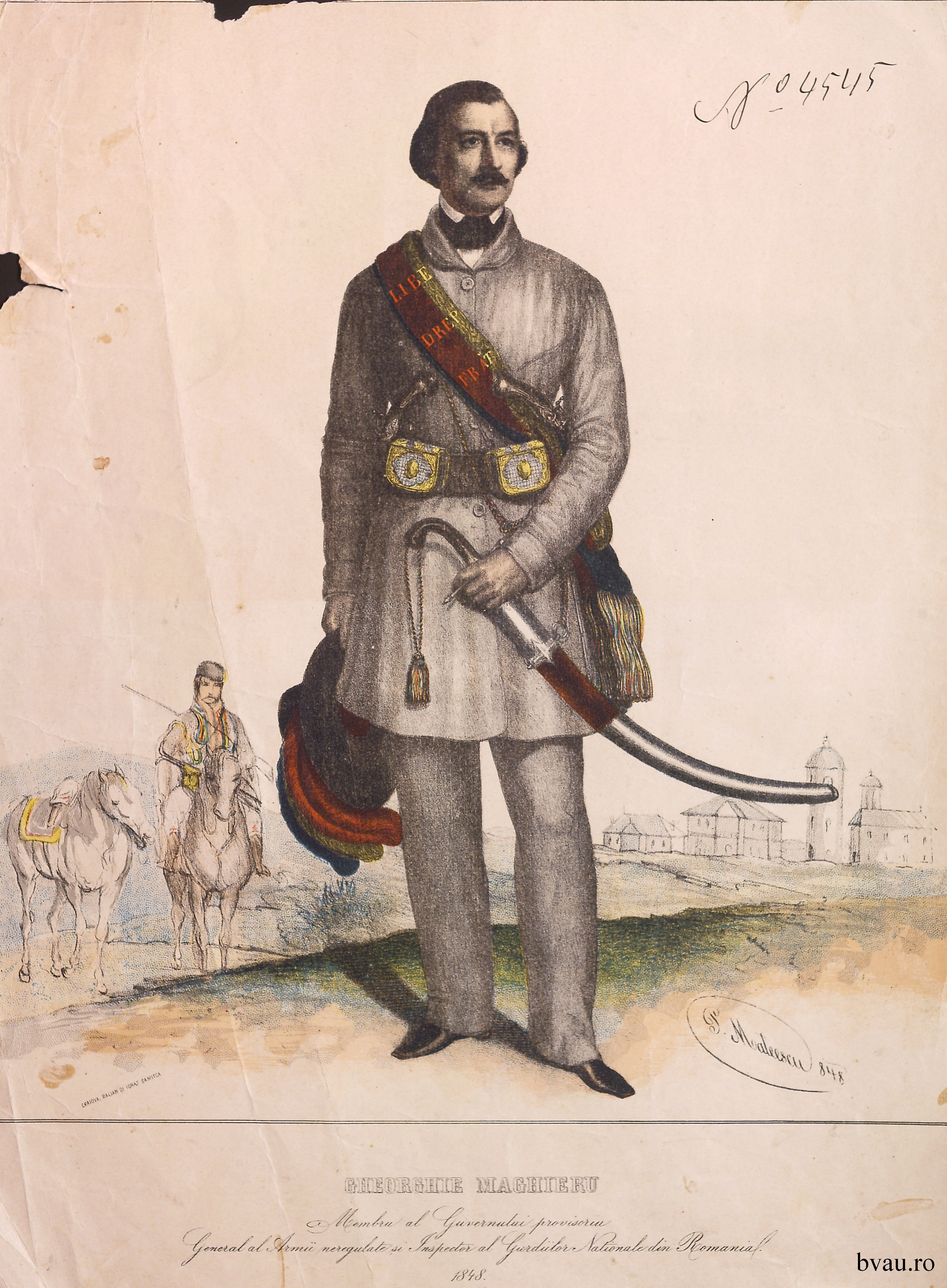
Gheorghe Magheru
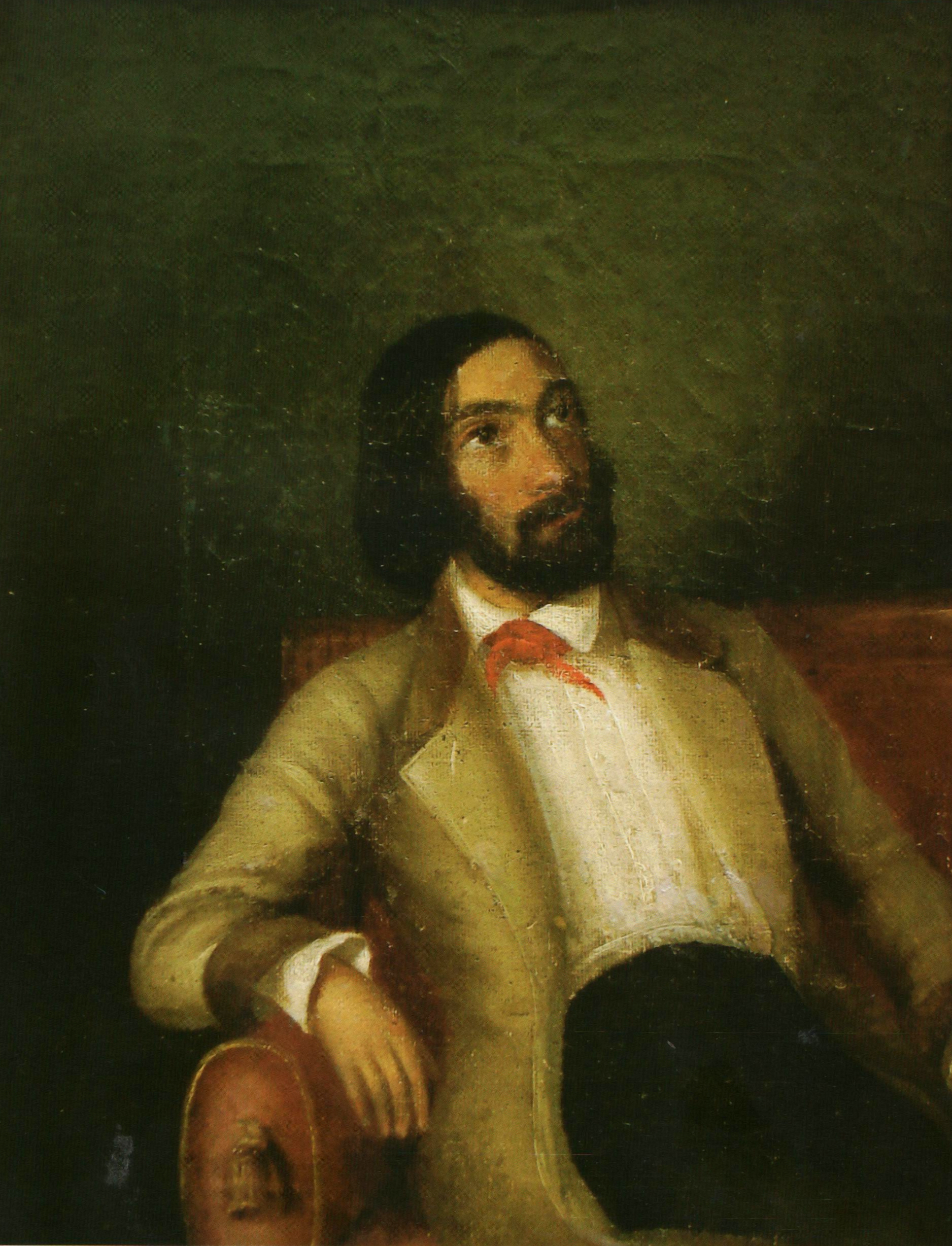
C.A. Rosetti
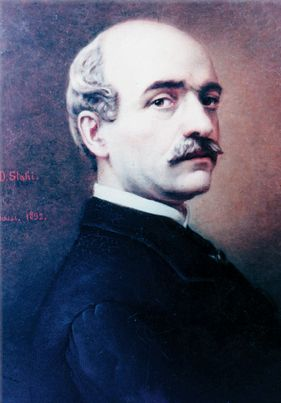
Vasile Alecsandri
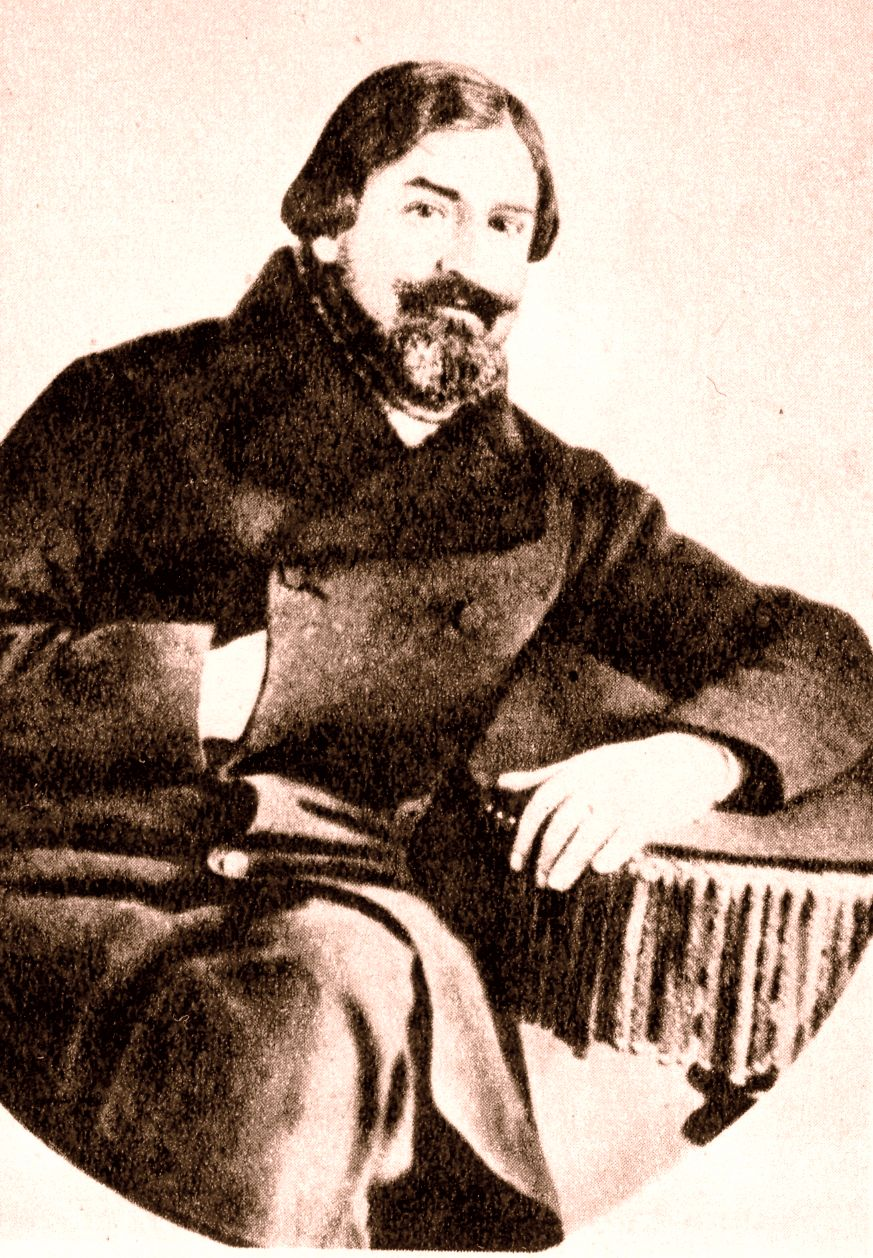
Costache Negri

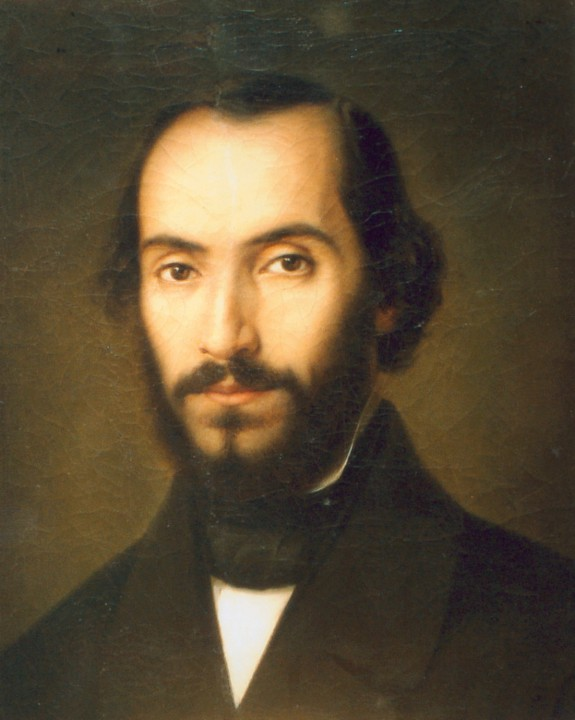
Nicolae Balcescu

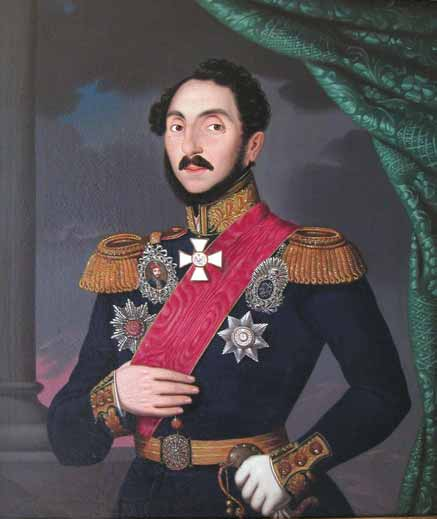
Domnitorul Gheorghe Bibescu

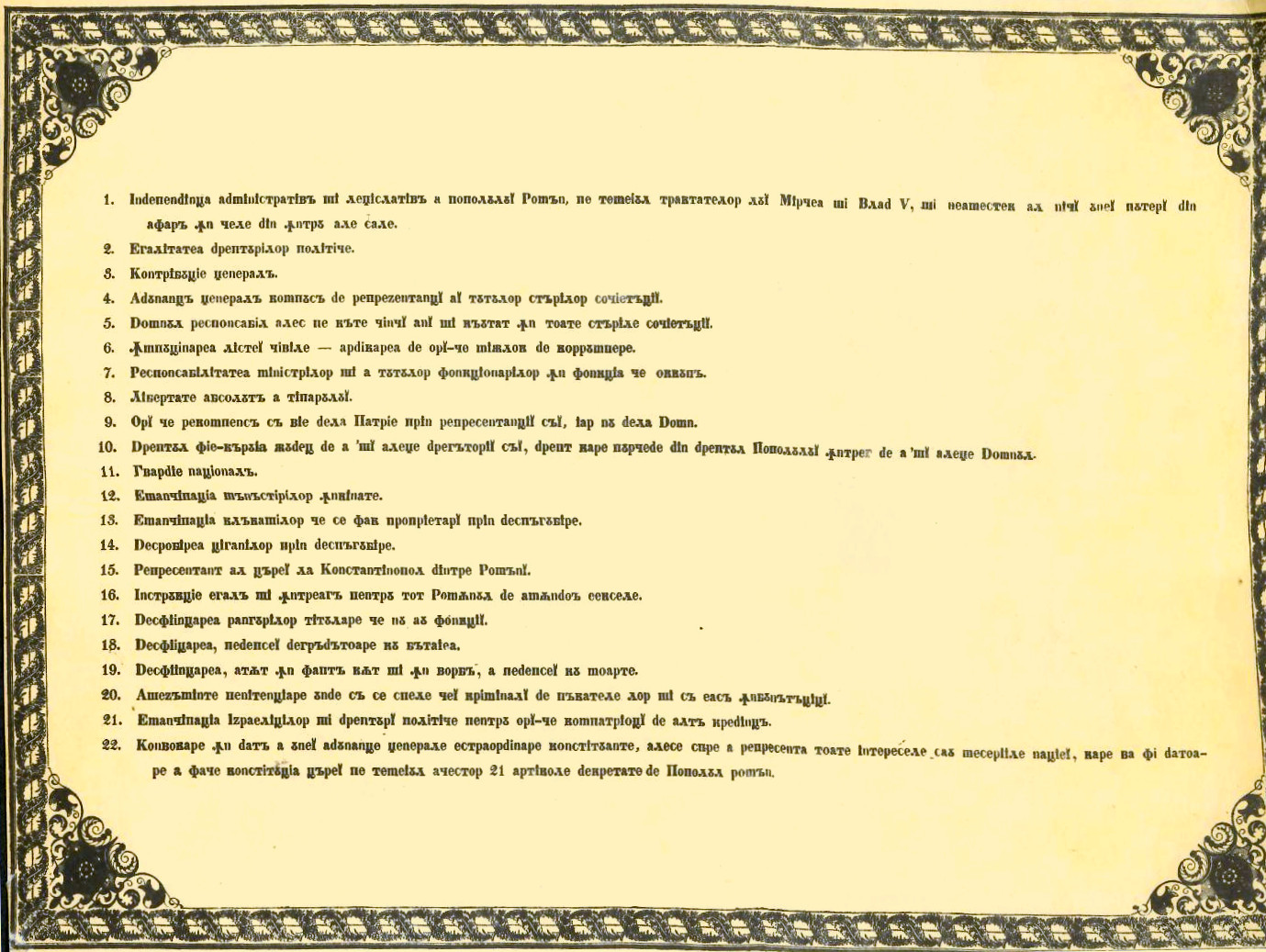
Proclamația de la Islaz (1848)

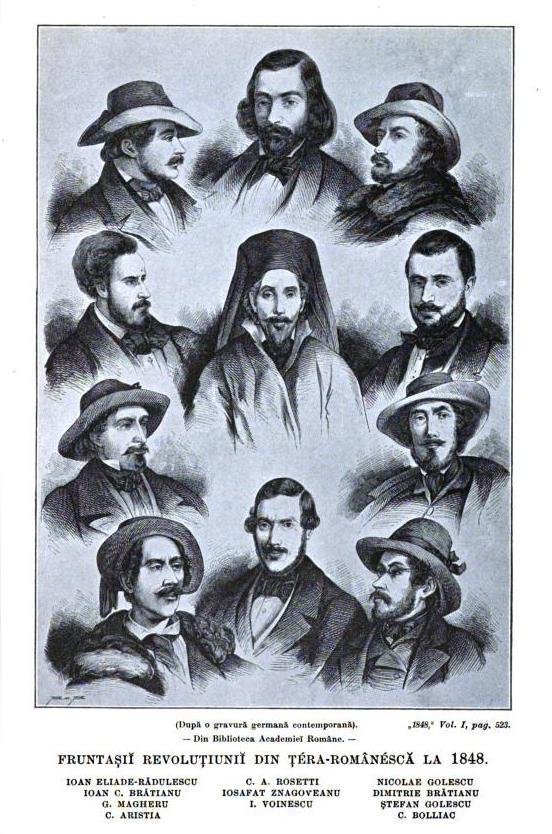
Fruntasii Revolutiei din Tara Romaneasca la 1848

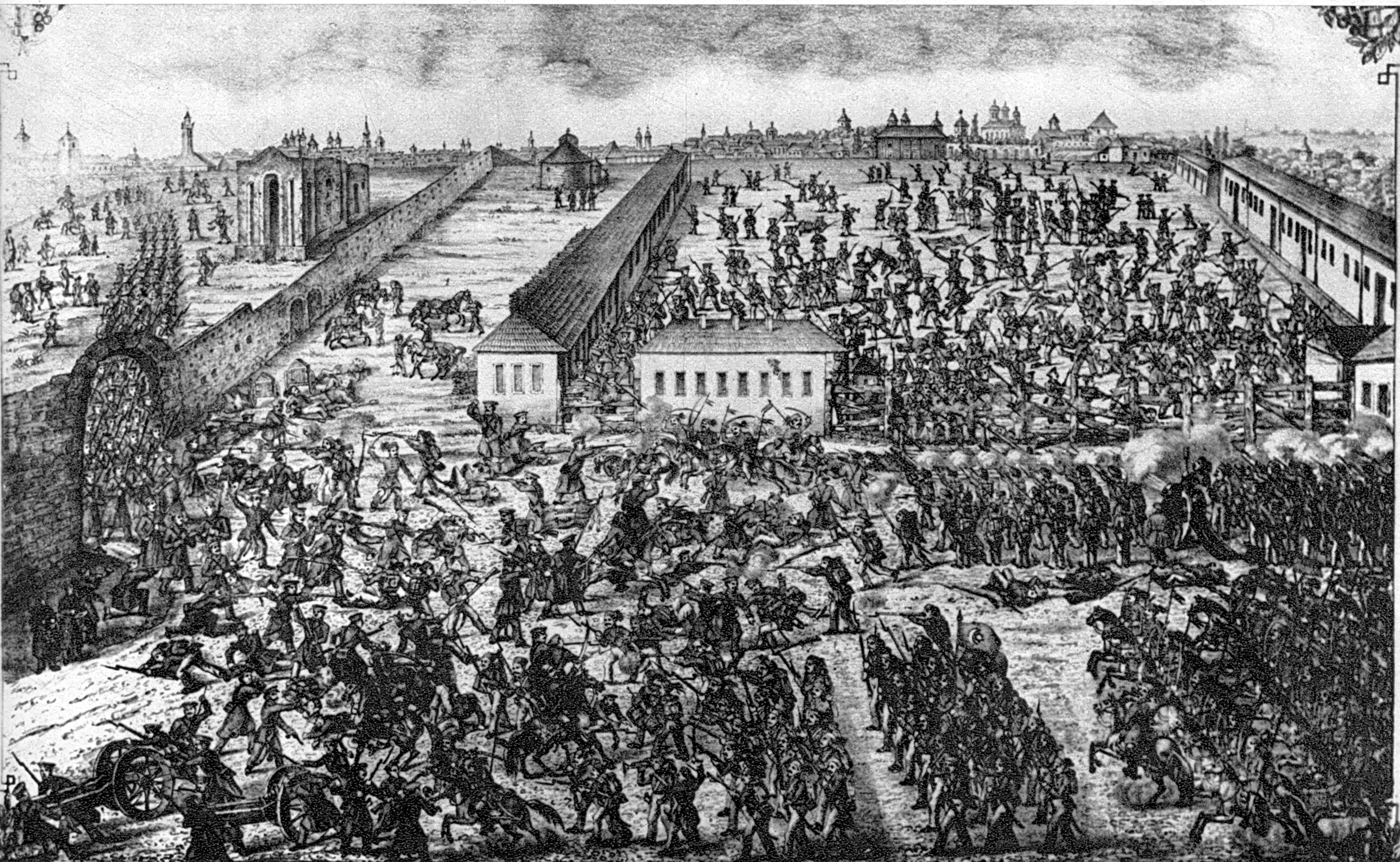
Batalia de pe Dealul Spirii

După cum scria Nicolae Bălcescu, Revoluția românească de la 1848 a fost un fenomen neregulat, efemer, fară trecut și viitor, fără altă cauză decât voința întâmplătoare a unei minorități sau mișcarea generală europeană ce era ocazia și nu cauza revoluției române. 
Revoluția Română a fost o parte integrată a revoluțiilor europene după model francez, model care a avut repercusiuni pe întreg continentul. Principile libertăților cetățenești s-au transformat în obținerea libertăților naționale, mai ales în Europa centrală și Peninsula Balcanică. 
În spațiul românesc, revoluția s-a desfășurat în condițiile în care multe părți ale României și Moldovei de azi se aflau sub stăpânire străină: Transilvania și Bucovina erau stăpânite de habsburgi, Moldova era sub protectoratul rusesc, iar Muntenia era sub suzeranitatea otomană. Obiectul revoluției a fost social,politic și național. În Țara Românească, acțiunile revoluționarilor au dus la multiple manifestări. Revenit de la Paris, Nicolae Bălcescu a reprezentat unul dintre semnalele izbucnirii mișcării, alături de societatea secretă "Frăția". S-a format un comitet revoluționar alcătuit din 13 membri, pentru a organiza revoluția pe tot cuprinsul țării. Datorită represiunilor inițiate de domnul Gheorghe Bibescu, revoluționarii au acționat în țară. La 9/21 iunie , Ion Heliade Rădulescu a prezentat Proclamația de la Islaz în fața mulțimii prin care erau revendicate drepturi și libertăți. Un guvern provizoriu a fost ales. 
București a fost principalul teatru de acțiuni. Conștient că va pierde sprijinul armatei, mulți ofițeri fiind angrenați în mișcarea revoluționară, Bibescu a fost convins să semneze textul Proclamației de la Islaz, devenind o nouă constituție și a recunoscut noul guvern. La 13/25 iunie a abdicat și a fugit la Brașov. Conducerea a fost preluată de guvernul condus de mitropolitul Neofit, care și-a consolidat poziția internă, promovând reforme precum abolirea privilegiilor boierești, egalitatea în drepturi ale cetățenilor, desființarea cenzurii și înființarea unor noi instituții precum guvernul provizoriu, comitetele de propagandă și garda națională. Cabinetul dorea să cuprindă tabăra radicală și cea moderată, avându-i laolaltă pe Ion Heliade Rădulescu, Nicolae Golescu, Ștefan Golescu, Christian Tell, Gheorghe Magheru ce a preluat conducerea armatei , C.A. Rosetti, ,Nicolae Bălcescu și Ion. C. Brătianu. 
Pe 15 iunie a fost convocată adunarea de la Filaret. 
Ideile revoluționare au circulat liber în ambele Țări Române, militând pentru unire ziare precum "Pruncul Român", unde C.A. Rosetii a publicat un manifest către Moldova. Guvernul Provizoriu a trebuit să se înfrunte cu acțiuni contrarevoluționare. Marii Boieri i-au arestat pe membrii guvernului, speriați de prevederile Proclamației privind eliberarea țăranilor. Cu sprijinul acordat de Ana Ipătescu, fiica unui negustor, membrii guvernului au fost eliberați. Puterile străine nu au putut acceptă direcția revoluției. 
În Moldova, mișcarea revoluționară a avut un caracter pașnic și petitionar. În martie 1848, Vasile Alecsandri a redactat "Petițiunea boierilor și notabililor moldoveni". Cu știrea domnului Mihail Sturdza, erau promovate idei moderate. Însă panicat de direcția revoluției, Sturdza a decis arestarea conducătorilor revoluției și trimiterea acestora la Înalta Poartă. Dar cumpărându-și evadarea, aceștia s-au refugiat în Transilvania. 
La Brașov a fost elaborat documentul "Printipile noastre pentru reformarea Patriei". Vasile Alecsandri a publicat broșură "În numele Moldovei, a omenirii și a lui Dumnezeu". 
Din Transilvania, capii revoluției s-au refugiat în Bucovina. La Cernăuți s-au adunat Vasile Alecsandri, Mihail Kogălniceanu, Alexandru Ioan Cuza, Costache Negri pentru a redacta în august "Doleanțele partidei naționale din Moldova", completat cu un proiect de constituție, având caracter radical ce milita pentru egalitatea civică și politică, pentru împroprietărirea țăranilor și unirea cu Țara Românească. 
În vara 1848, marile puteri au decis să pună capăt revoluției: Imperiul Rus în Moldova, Imperiul Otoman în Țara Românească. La 13 septembrie, soldații lui Fuad-Pasa au intrat în capitală, confruntările desfășurându-se pe Dealul Spirii, în care comandanții români ca Pavel Zăgănescu sunt uciși.

#### Transilvania

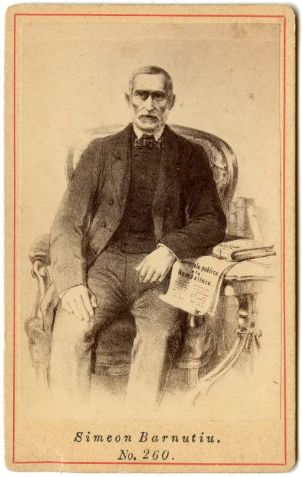
Simion Bărnuțiu
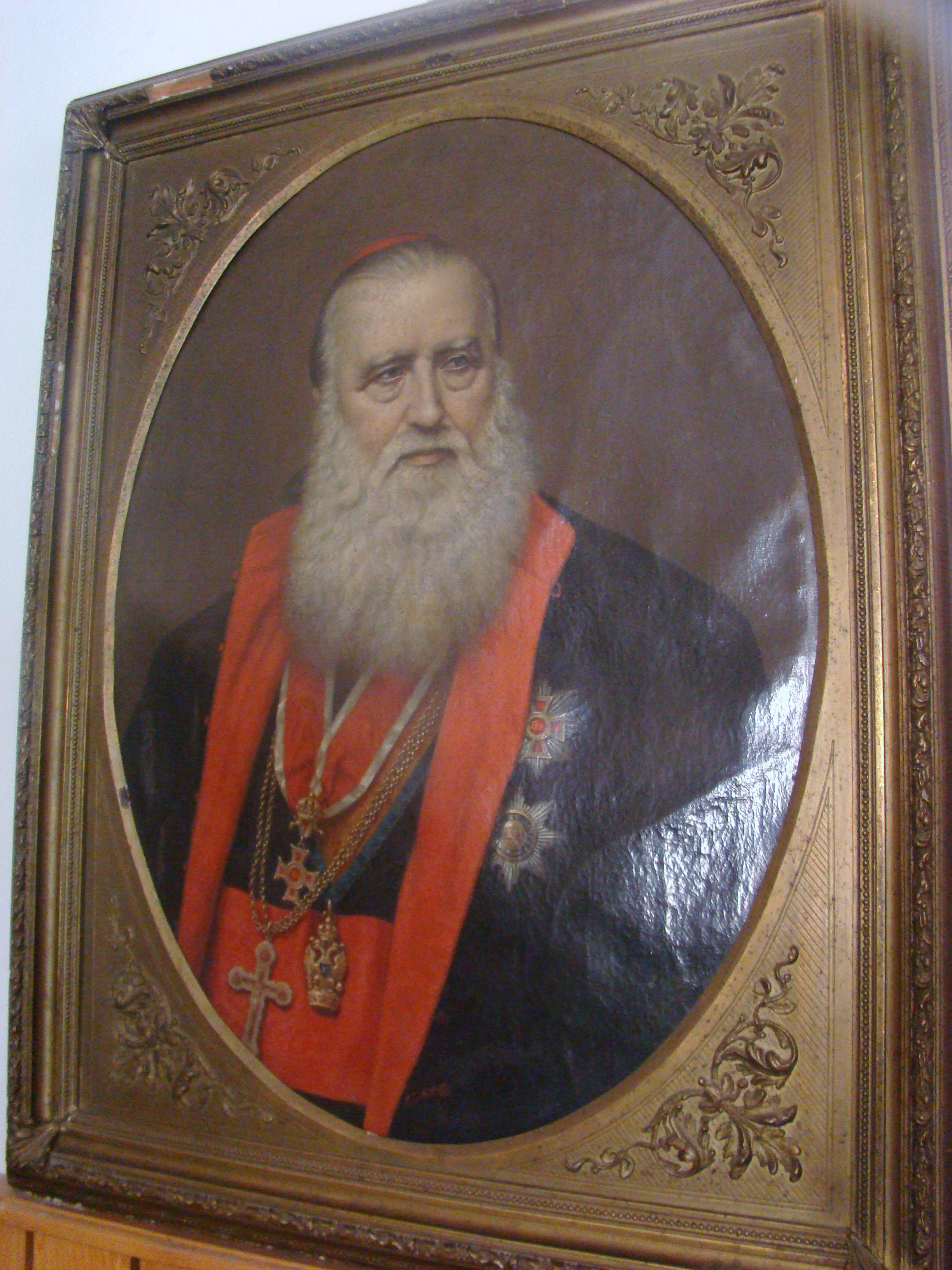
Șaguna

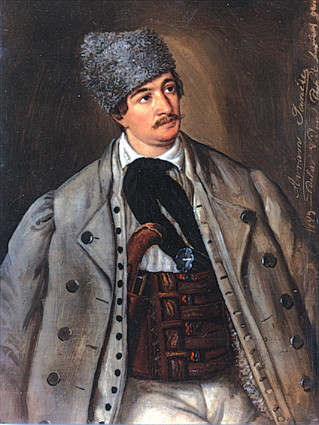
Avram Iancu

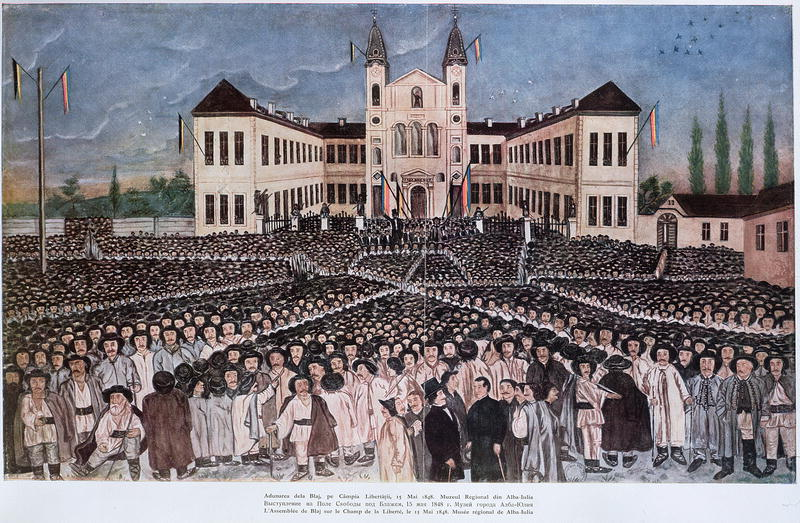
Adunarea de la Blaj

În primăvara anului 1848, o serie de intelectuali, printre care Simion Bărnuțiu și Aron Pumnul, au redactat numeroase memorii și manifeste prin care respingeau unirea Ardealului cu Ungaria și promovau drepturile și libertățile românilor. Gazeta de Transilvania condusă de George Barițiu sprijinea unirea în schimbul garantării limbii și culturii române. 
Principiile generale și programul de acțiuni revoluționare au fost prezentate în fața unei mulțimi adunate la Blaj, pe 3/15 mai 1848. 40000 de oameni, în frunte cu episcopul ortodox, Andrei Șaguna, și cel unit, Ioan Lemeni, au ascultat declarația de independență a populației române din Transilvania. 
Pe 3-16 septembrie, tot la Blaj, a fost convocată o adunare populară, adunându-se 60 000 de oameni înarmați ce nu acceptau unirea Transilvaniei cu Ungaria, cerând autonomia provinciei și încetarea represiunii. Determinați de intransigența nobilimii maghiare, reprezentanții români transilvăneni au sprijinit chiar și o posibilă apropiere cu Imperiul Habsburgic prin crearea unui stat autonom ardelenesc în cadrul acestuia. Se dorea chiar unirea celor trei provincii sub conducerea Austriei. În toamna anului 1848 a fost aplicat principiul de reorganizare a Transilvaniei, fiind create prefecturi și legiuni, instituții de autoguvernare națională. În Munții Apuseni, Avram Iancu a organizat o rezistență militară împotriva invaziei habsburgice. 
În iarnă au fost intensificate eforturile revoluționarilor transilvăneni, bucovineni și bănățeni pentru constituirea unui bloc românesc. 
Până în martie 1849, Transilvania a fost supusă armatei maghiare, dar nucleul de rezistență s-a menținut în Apuseni, armata lui Iancu purtând victorii la Abrud și Mărișel. S-a încercat stabilirea unor contacte dintre tabăra susținătorilor lui Lajos Kossuth și cea ardeleană, condusă de Avram Iancu, apărând un proiect de pacificare. La 16/28 iulie 1849 s-a votat Legea Naționalităților, care acorda drepturi românilor.
În august 1849, lângă Arad, armata maghiară a capitulat. Austriecii le-au cerut legiunilor române să depună armele. Revoluția luase sfârșit.

### Unirea Principatelor din 1859

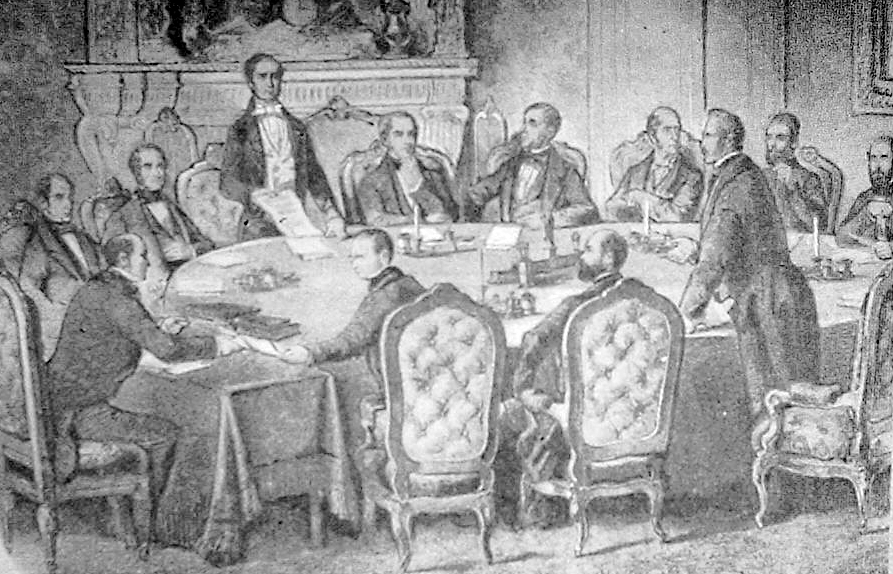
Tratatul de la Paris

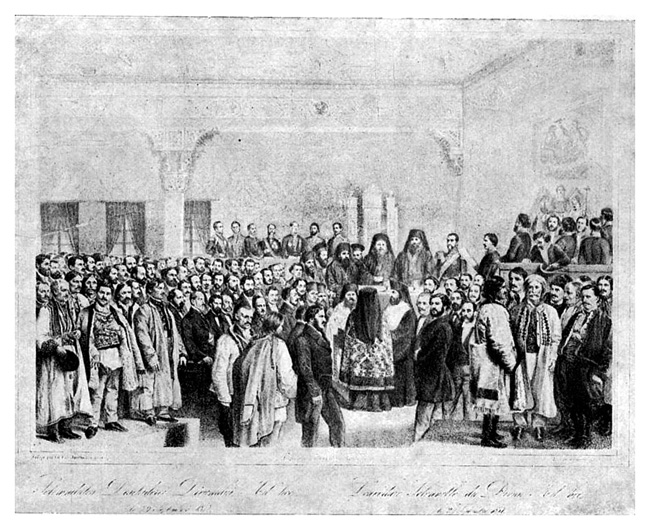
Divanul Ad-Hoc, 1857

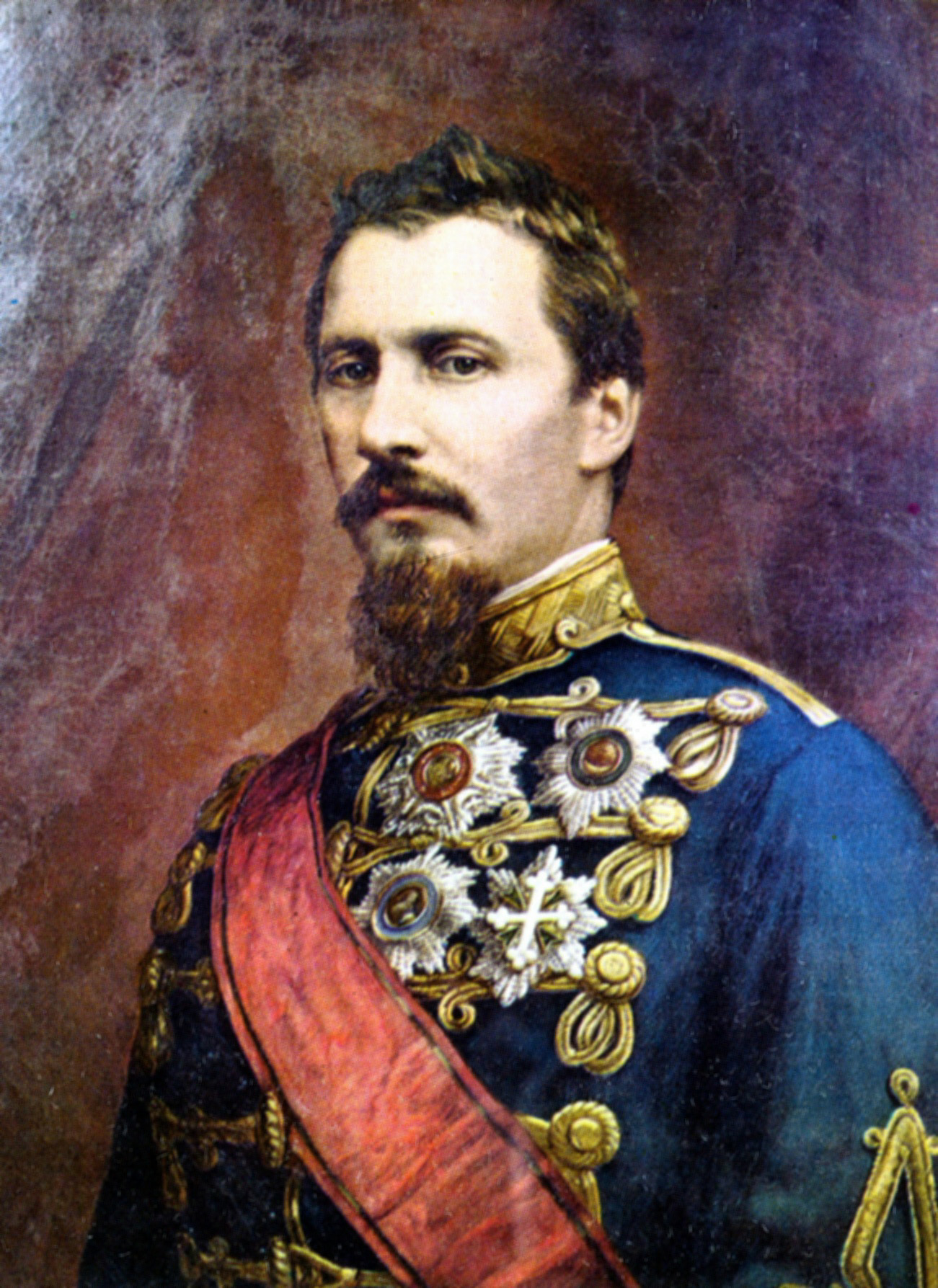
Al.I. Cuza

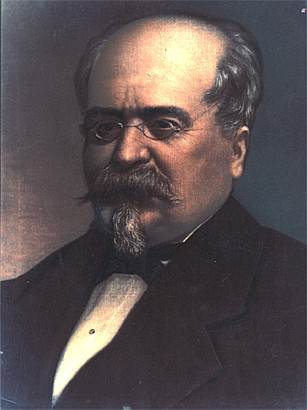
Mihail Kogalniceanu

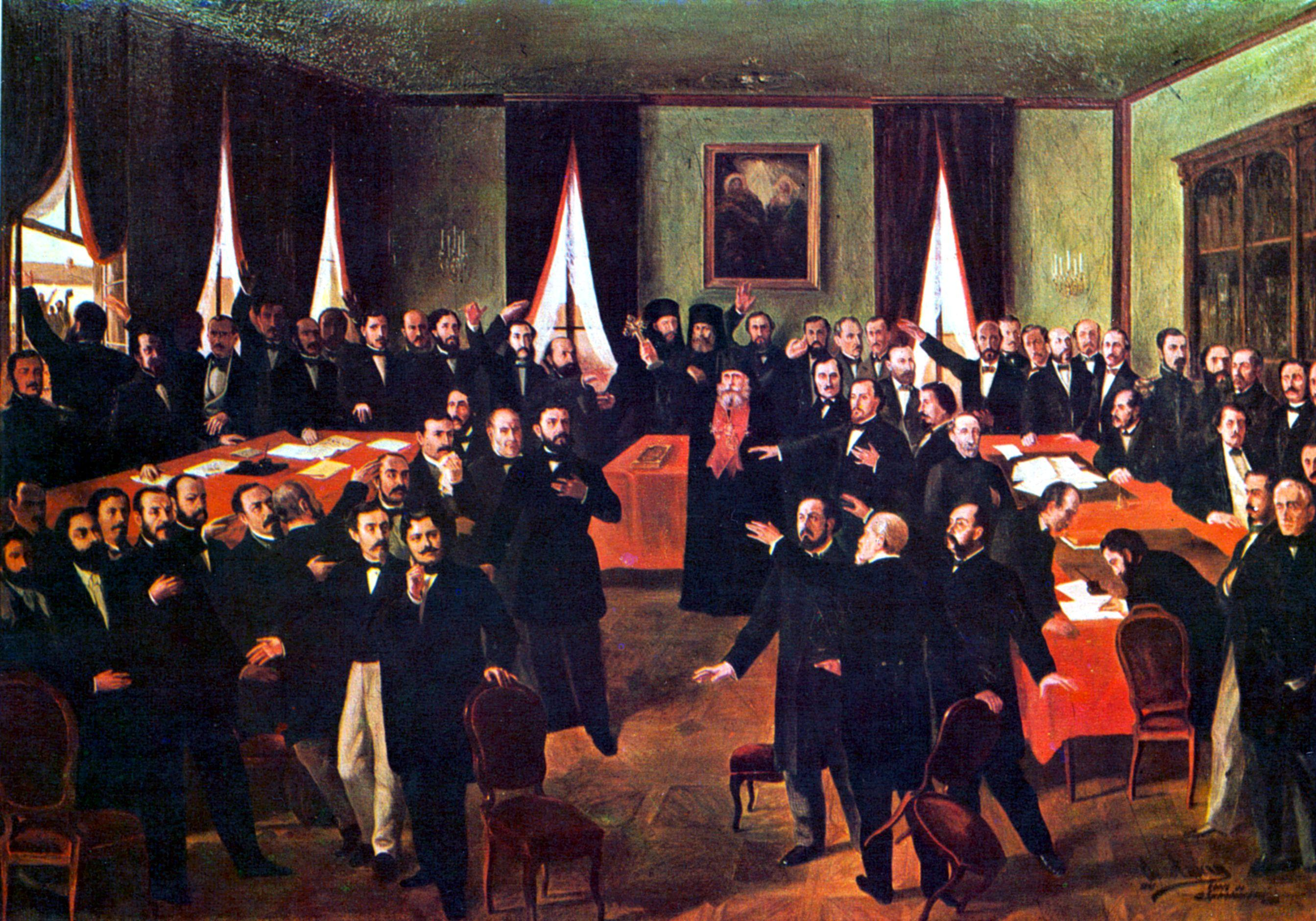
Proclamarea Unirii

După Tratatul de la Baltalimani de pe 19 aprilie/1 mai 1849, Imperiul Otoman și cel Rus au numit noi domni: Barbu Știrbei  în Țara Românească și Grigore Ghica în Moldova. 
Sfârșitul Războiului Crimeii din 1853-1856 ce implicase Imperiul Rus, învins de Imperiul Otoman, sprijinit de Imperiul Francez, Imperiul Britanic și regatul Sardiniei, a oferit un context internațional favorabil unirii principatelor. 
În Conferința de pace de la Paris din 18/30 martie 1856, în urmă deciziilor, Principatele Române rămâneau sub suzeranitate otomană, dar beneficiau de protecția colectivă a marilor puteri. S-a stabilit organizarea unor alegeri prin intermediul unor adunări consultative ad-hoc , pentru fiecare principat ce se putea pronunță pentru organizarea viitoare. Pentru a-și coordona acțiunile, a fost creat un Comitet Central al Unirii. Domnii numiți prin intermediul Convenției de la Balta Liman și-au încheiat mandatul. Poartă a desemnat doi caimacani-locțiitori de domn, având sarcina de a pregăti alegerile. 
În octombrie 1857, la București și la Iași, s-au deschis cele două adunări ad-hoc, prin care numai marii boieri și clerul au participat la vot direct, în timp ce țăranii și mica nobilime au participat prin delegații. Ambele adunări au votat rezoluții privind unirea, denumirea viitorului stat-România, ideea instaurării monarhiei străine. Propunerile au fost înaintate la Paris, și după discuții prelungite, la 7/19 august 1858 a fost semnată Convenția de la Paris, oferind principatelor o organizare definitivă. Noul stat primea denumirea de Principatele Unite ale Moldovei și Țări Românești, având doi domni pământeni, două guverne, două capitale și două adunări legislative. Au fost numite comisii provizorii-caimacamii pentru supravegherea alegerii noilor adunări legislative ce aveau să aleagă noii domni. 
În Moldova, la 5/17 ianuarie 1859, câștigase Alexandru Ioan Cuza. În Țara Românească, la 24 ianuarie/5 februrie 1859, câștigase tot Alexandru Ioan Cuza. Alexandru Ioan Cuza fusese supus dublei alegeri, fiind o soluție ingenioasă pentru aplicarea Unirii, fapt ce nu contravenea Convenției de la Paris. 
Alexandru Ioan Cuza era descendentul unei familii de dregători, ce a studiat la Paris și a jucat un rol în revoluția din 1848. Arestat și dus la Viena, dar eliberat de britanici, a fost numit ministru de război al Moldovei, reprezentând Galați în divanul de la Iași. 
Recunoașterea oficială a unirii a fost târzie. La conferință de la Constantinopol din 22 noiembrie/1 decembrie 1861, sultanul a dat un decret. Capitală noului stat a fost stabilită la București, iar pe 24 ianuarie 1862 funcționa un singur guvern și un singur parlament. Întâmpinând rezistență din partea Adunării legiuitoare și a guvernului, Cuza a dizolvat Adunarea pe 2 mai 1864, printr-o lovitură de stat. Pe 10-14 mai 1864, domnitorul și guvernul Mihail Kogălniceanu au supus aprobării poporului, prin plebiscit. Statutul dezoltva dispozițiile Convenției de la Paris și o noua lege electorală. Rezultatele au fost pozitive.

### Rezultatele unirii Principatelor
După recunoașterea internă, a urmat cea externă, Cuza primind în vizita sa de la Constantinopol onoruri, distincție înalta și fiind tratat cu cea mai mare curtenie. La 16 iunie 1866 a fost semnat Actul adițional al Convenției de la 7 august 1858 prin care era recunoscută autonomia țării. 
În 1860 au fost aprobate înființarea universităților de la Iași și București printr-un decret redactat de poetul Dimitrie Bolintineanu. În august 1864 a fost publicată legea rurală, însoțită de proclamația către sătenii clăcași, a cărei autor era Mihail Kogălniceanu, prin care clacă era desființată. Au fost concepute codul civil și codul penal și legea obligativității învățământului primar. A fost organizată armata națională. 
Dar fiind speriați că domnitorul avea să instaureze un regim personal, mulți oameni politici liberali și conservatori au complotat, formând, ceea ce s-a numit apoi, Monstruoasa Coaliție. Pe 11 februarie 1866, amenințat cu pistoale, domnitorul a fost silit să abdice. După ce a semnat decretul pe spatele unui complotist, s-a îmbrăcat în haine civile și a părăsit palatul. 
S-a format o locotenență domnească chemată să conducă statul român până la aducerea unui principe străin pe tronul Principatelor.